# Delta II
Vous lisez un « bon article » labellisé en 2018.
Ne doit pas être confondu avec Delta-2.
Delta II est un lanceur spatial moyen américain de la famille Delta, dont le premier vol a lieu en 1989 et dont le dernier exemplaire est utilisé en septembre 2018. Il constitue le dernier développement de la famille des lanceurs Delta conçue à partir du missile balistique à portée intermédiaire Thor mis au point à la fin des années 1950. Le Delta II est proposé à la fin des années 1980 pour répondre aux besoins de l'Armée de l'air américaine privée de lanceurs en 1986 après l'explosion de la navette spatiale Challenger qui cloue au sol les navettes spatiales américaines. Comme tous les lanceurs de la famille Delta, il est conçu par la société McDonnell Douglas avant que sa fabrication ne soit reprise par Boeing, puis, à partir de décembre 2006, par la coentreprise United Launch Alliance (ULA) formée par ce constructeur avec Lockheed Martin.
C'est un lanceur haut d'environ 39 mètres pour un diamètre de 2,44 mètres et une masse au lancement comprise entre 152  et   232 tonnes. Le Delta II comporte deux étages ainsi que trois à neuf propulseurs d'appoint avec de manière optionnelle un troisième étage à propergol solide. Le premier étage est semi-cryogénique (kérosène et oxygène liquide) tandis que le deuxième étage brûle des ergols hypergoliques. Au cours de ses deux décennies d'utilisation, une dizaine de variantes sont utilisées se différenciant par la longueur de la tuyère du premier étage, le nombre d'étages (deux ou trois), le nombre de propulseurs d'appoint (trois, quatre ou neuf), et la puissance de ceux-ci. Selon sa configuration, le lanceur peut placer de 2,7  à   6,1 tonnes en orbite terrestre basse (LEO) et de 900  à   2 170 kg en orbite de transfert géostationnaire (GTO). Dans sa version la plus puissante (Heavy), il peut injecter une sonde spatiale de 1,5 tonne sur une trajectoire interplanétaire.
Le Delta II est utilisé par l'Armée de l'air des États-Unis principalement pour la mise en orbite de ses satellites GPS (45 vols). Durant les décennies 1990 et 2000, c'est le lanceur principal de la National Aeronautics and Space Administration (NASA). Il est utilisé pour la mise en orbite de nombreuses missions emblématiques de l'agence spatiale américaine : il assure le lancement des onze premières missions de son programme Discovery (Messenger…), de la majorité de ses sondes spatiales à destination de Mars (rovers MER…), de plusieurs télescopes spatiaux (Swift…), ainsi que de nombreux satellites scientifiques chargés d'étudier la Terre ou son environnement spatial. Enfin, il est également utilisé pour placer en orbite des satellites de télécommunications en orbite basse (constellation Iridium), le marché des satellites de télécommunications géostationnaires, désormais trop lourds, lui échappant. C'est un lanceur particulièrement fiable, avec deux échecs sur 155 lancements. Le retrait du Delta II marque la fin des lanceurs américains dont le premier étage dérive d'un missile balistique conçu dans les années 1950, qui jouent un rôle central durant pratiquement six décennies.

## Historique

### La famille des lanceurs Delta

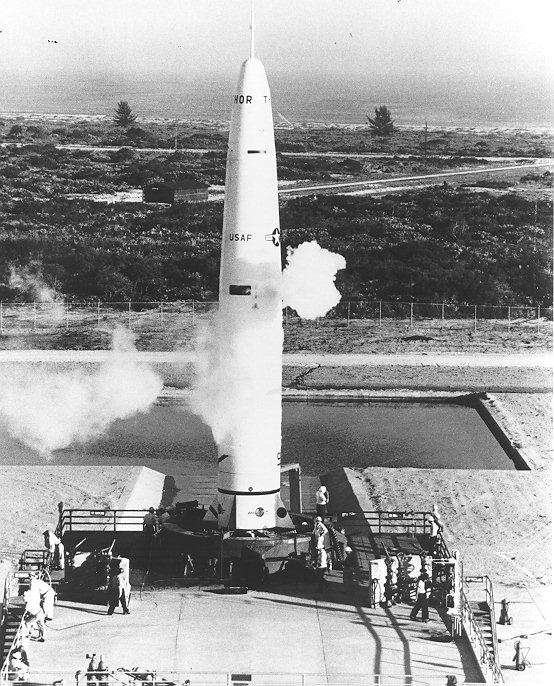
Le premier étage de tous les lanceurs Delta jusqu'à la Delta II dérive directement du missile balistique à portée intermédiaire Thor visible ici lors d'un test en 1957.

La Delta II est la version la plus récente de la famille de lanceurs Delta développée à partir du missile balistique à portée intermédiaire Thor. Celui-ci est conçu au milieu des années 1950 à la demande l'Armée de l'air des États-Unis qui souhaite disposer dans un délai très court d'un missile balistique d'une portée de 2 000 km pour faire face à la menace du missile R-5 soviétique en cours de déploiement dans les pays de l'Est. Pour réduire la durée de la mise au point, les composants les plus complexes du nouveau missile sont repris de projets existants : ainsi le moteur-fusée d'une poussée de 68 tonnes et les moteurs verniers sont développés initialement pour le missile intercontinental Atlas. La société Douglas Aircraft, qui remporte l'appel d'offres, développe en un temps record le Thor dont le premier lancement intervient 13 mois après le début du projet. Le missile d'une longueur de 19,8 mètres a un diamètre de 2,44 mètres à la base se réduisant au sommet. Pesant 50 tonnes, il a une portée de 2 400 km et peut emporter une charge nucléaire de 2 mégatonnes. Environ 60 exemplaires sont déployés au Royaume-Uni en 1958, mais leur carrière opérationnelle est particulièrement brève puisqu'ils sont retirés du service en 1963 à la suite d'un accord passé entre les gouvernements américain et soviétique,. 
Pour répondre aux besoins de l'agence spatiale civile américaine, la NASA, en attendant la mise au point de lanceurs plus puissants basés sur le missile Atlas, un lanceur est mis au point par Douglas Aircraft en combinant le missile Thor avec un second étage baptisé Delta. Le lanceur présente des performances limitées, nettement inférieures à celles des lanceurs américains des familles Atlas et Titan mises au point dans les années qui suivent. Mais il est par la suite régulièrement modifié pour accroître sa puissance, notamment par le recours à partir de 1963 à des propulseurs d'appoint à propergol solide qui fait un temps sa spécificité. Ces évolutions lui permettent dans les années 1970 de dominer le marché du lancement des satellites de télécommunications avec la série des Delta 2000. Toutefois, le lanceur perd cette position dominante au cours des années 1980 lorsque le lanceur européen Ariane, plus puissant et plus souple d'emploi, capte une partie du marché commercial.

### Naissance de la Delta II
En 1982, la navette spatiale américaine devient opérationnelle. Son coût de lancement annoncé est très bas et elle doit remplacer tous les lanceurs américains traditionnels. En conséquence, la ligne de fabrication des lanceurs Delta est arrêtée. Mais l'explosion de la navette Challenger en janvier 1986 déclenche une réactivation des lanceurs traditionnels. L'Armée de l'air américaine lance un appel d'offres pour 20 lancements dans le but de déployer son nouveau système de positionnement par satellites GPS. McDonnell Douglas remporte cet appel d'offres en proposant une version améliorée de son lanceur Delta-3920/PAM-D. Cette version, relativement peu différente de la version commercialisée jusque-là, est baptisée Delta II. La première version de la Delta II (série 6000) se différencie des versions précédentes de la famille Delta (série 3000 et 4000) par un premier étage allongé de 4 mètres (+ 15 tonnes ergols) et une nouvelle coiffe dont le diamètre est augmenté de 60 centimètres et qui est proposée de manière optionnelle. Le Delta II est décliné en plusieurs versions qui se différencient par le nombre de propulseurs d'appoint et la présence ou non d'un troisième étage.
À cette époque, les lanceurs Delta sont lancées depuis Cap Canaveral en Floride. McDonnell Douglas remporte, en 1990, un appel d'offres de la NASA pour le lancement de plusieurs de ses satellites depuis la base de lancement de Vandenberg en Californie. Un complexe de lancement existant est adapté pour cette nouvelle version du lanceur et le premier Delta II s'envole de la côte Ouest en 1995. Une amélioration majeure du Delta II donne naissance en 1991 à la série 7000 qui se caractérise par une nouvelle version du moteur-fusée propulsant le premier étage dont la tuyère est allongée et le remplacement des propulseurs d'appoint Castor par des moteurs à époxy graphite (GEM) plus puissants. Le dernier exemplaire de la série 6000 est lancé en 1992. Durant les décennies 1990 et 2000, la Delta II est le lanceur que la NASA utilise systématiquement lorsque les capacités du lanceur sont suffisants, c'est-à-dire pour une écrasante majorité de ses missions : sondes spatiales à faible coût chargées d'explorer le Système solaire dans le cadre du programme Discovery (par exemple, NEAR Shoemaker en 1996), missions martiennes (par exemple, Mars Global Surveyor en 1996 et Mars Pathfinder en 1996), télescopes spatiaux et satellites d'observation de la Terre. Le constructeur du lanceur Delta II essaie de maintenir sa présence sur le marché des lancements commerciaux, malgré la concurrence du lanceur Ariane 4, et remporte le lancement en orbite terrestre basse de la constellation de satellites de télécommunications Iridium et d'une partie de la constellation Globalstar.

### Réorganisation de l'industrie spatiale
La construction du Delta II est reprise en 1997 par Boeing après la fusion de son constructeur avec cette société. En décembre 2006 est créée l'United Launch Alliance (ULA), une coentreprise de Boeing et Lockheed Martin constructeur de lanceurs Atlas. Ces deux sociétés sont toutes deux fournisseurs des lanceurs EELV de l'Armée de l'Air américaine (Atlas V d'une part et Delta IV d'autre part). La création de ULA a pour objectif d'abaisser les coûts de fabrication et de lancement des deux familles de lanceur en mutualisant certaines ressources et équipements ,. ULA commercialise le lanceur auprès du gouvernement américain, tandis que Boeing Launch Services (BLS) prospecte le marché des satellites commerciaux. En 2003, une version plus puissante de la Delta II dite Heavy est introduite. Elle utilise des propulseurs d'appoint GEM 46 aux dimensions accrues qui emportent 45 tonnes d'ergols supplémentaires (pour 9 propulseurs d'appoint) et permettent d'augmenter la charge utile pour les orbites haute (orbite géostationnaire) et héliocentrique de 300 kilogrammes. Six exemplaires de cette version seront commercialisés.

### Retrait du lanceur

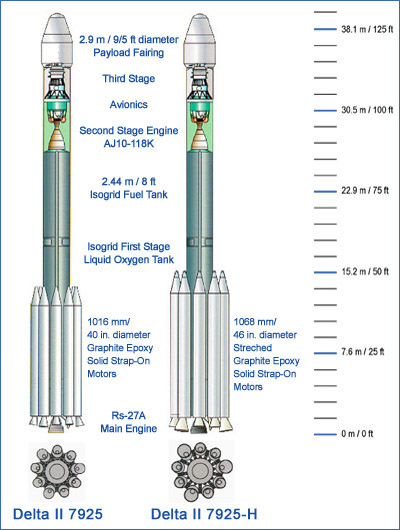
Comparaison des versions standard et Heavy de la Delta II. Dans les deux versions, les trois étages sont de mêmes dimensions ; dans le Delta II Heavy, les neuf propulseurs d'appoint sont plus longs et trois sont plus gros.

Le contrat d'achat des Delta II avec l'Armée de l'air des États-Unis pour le lancement des satellites GPS prend fin le 17 août 2009, avec la mise en orbite du dernier satellite de la série 2R. Les forces armées se tournent désormais vers les lanceurs EELV (Delta IV et Atlas V), plus flexibles et plus puissants, pour lancer les satellites GPS suivants. Boeing, le constructeur de la Delta II, perd ainsi un donneur d'ordre important, qui avait largement contribué au succès du lanceur (48 lancements de satellites GPS depuis 1990). À la suite de l'expiration de son contrat avec l'Armée de l'air, ULA cesse de maintenir les deux sites de lancement de Delta II situés à Cap Canaveral, prestation qui lui était imposée par les militaires. La NASA, l'autre donneur d'ordre majeur du lanceur Delta II (un tiers environ des lancements du Delta II), doit désormais prendre en charge les frais fixes assumés jusque-là par l'Armée de l'air (maintenance des complexes de lancement) et faire face à une augmentation des prix découlant de la baisse des volumes de lanceurs produits qui limite l'effet d'échelle au niveau de la chaîne de fabrication. L'impact sur le coût du lanceur place celui-ci au même niveau que les lanceurs Atlas V et Delta IV beaucoup plus puissants. La NASA décide à son tour d'abandonner le lanceur Delta II. Pour les lancements nécessitant un lanceur de puissance moyenne, l'agence spatiale se tourne vers de nouveaux fournisseurs. Pour le ravitaillement de la Station spatiale internationale, ce sont SpaceX, constructeur du lanceur Falcon 9, et Orbital Sciences, constructeur du lanceur Antares. Ces nouveaux lanceurs ont des coûts de fabrication nettement inférieurs à ceux de la Delta II. Le Falcon 9 est également habilité à placer en orbite les satellites scientifiques et les sondes spatiales de la NASA,. 
En 2008, ULA, la structure qui commercialise le lanceur, dispose encore une demi-douzaine de lanceurs Delta II assemblés et invendus. En août 2009, la NASA annonce qu'elle peut utiliser certains des lanceurs Delta II assemblés. Le 16 juillet 2012, l'agence sélectionne le lanceur pour lancer ses satellites Soil Moisture Active Passive (SMAP), Orbiting Carbon Observatory-2 (OCO-2) et Joint Polar Satellite System-1 (JPSS-1). Le premier prend son envol le 2 juillet 2014, le second le 31 janvier 2015 et le troisième le 18 novembre 2017. Tous ces lanceurs décollent du Complexe 2 de Vandenberg.
Le lancement du dernier lanceur a lieu le 15 septembre 2018 ; elle place en orbite le satellite ICESat-2. Ce lancement marque la fin de l'utilisation des lanceurs Delta dérivés du missile balistique Thor dont 381 exemplaires volent depuis 1960. Plus généralement, il s'agit du dernier lanceur américain dont le premier étage dérive des missiles balistiques conçus dans les années 1950 qui comprennent également les lanceurs Thor (dernier vol en 1976), Atlas (2005) et Titan (2005). Les lanceurs Delta IV et Atlas V ne se rattachent pas à ces familles car ils disposent d'un premier étage entièrement nouveau.
| Année                                                                                                  | Nbre vols américains | Part totale / lanceurs (hors navette spatiale) | Delta¹    | Atlas¹      | Titan          |
| --- | -------------------- | ---------------------------------------------- | --------- | ----------- | -------------- |
| Dérivé du missile :                                                                                    | Dérivé du missile :  | Dérivé du missile :                            | Thor      | SM-65 Atlas | SM-68 Titan 46 |
| 1960                                                                                                   | 29                   | 79 %                                           | 18 (62 %) | 5 (17 %)    | 0              |
| 1965                                                                                                   | 70                   | 89 %                                           | 33 (47 %) | 19 (27 %)   | 10 (14 %)      |
| 1970                                                                                                   | 30                   | 79 %                                           | 15 (50 %) | 3 (10 %)    | 7 (23 %)       |
| 1980                                                                                                   | 16                   | 83 %                                           | 4 (25 %)  | 9 (56 %)    | 3 (19 %)       |
| 1990                                                                                                   | 27                   | 90 %                                           | 11 (41 %) | 3 (11 %)    | 5 (19 %)       |
| 2000                                                                                                   | 28                   | 78 %                                           | 7 (25 %)  | 8 (29 %)    | 3 (11 %)       |
| 2010                                                                                                   | 15                   | 8 %                                            | 1 (7 %)   | 0           | 0              |
| ¹ L'Atlas V et la Delta IV ne sont pas décomptées : le premier étage dérivé du missile a été remplacé. |                      |                                                |           |             |                |

## Caractéristiques techniques
La fusée Delta II est un lanceur non réutilisable conçu pour emporter des charges utiles moyennes. Elle est commercialisée dans plusieurs versions qui se distinguent par le nombre de propulseurs d'appoint, la présence ou non d'un troisième étage et la taille de la coiffe. Haute de 39 mètres et d'un diamètre de 2,44 mètres, sa masse est comprise, selon le modèle, entre 152 tonnes et 232 tonnes. Selon sa configuration, le lanceur peut placer de 2,7  à   6,1 tonnes en orbite basse (LEO) et de 900 à 2 170 kg en orbite de transfert géostationnaire (GTO). Dans sa version la plus puissante (Heavy) elle peut placer une sonde spatiale de 1,5 tonne sur une trajectoire interplanétaire et de 1,2 tonne vers Mars. 

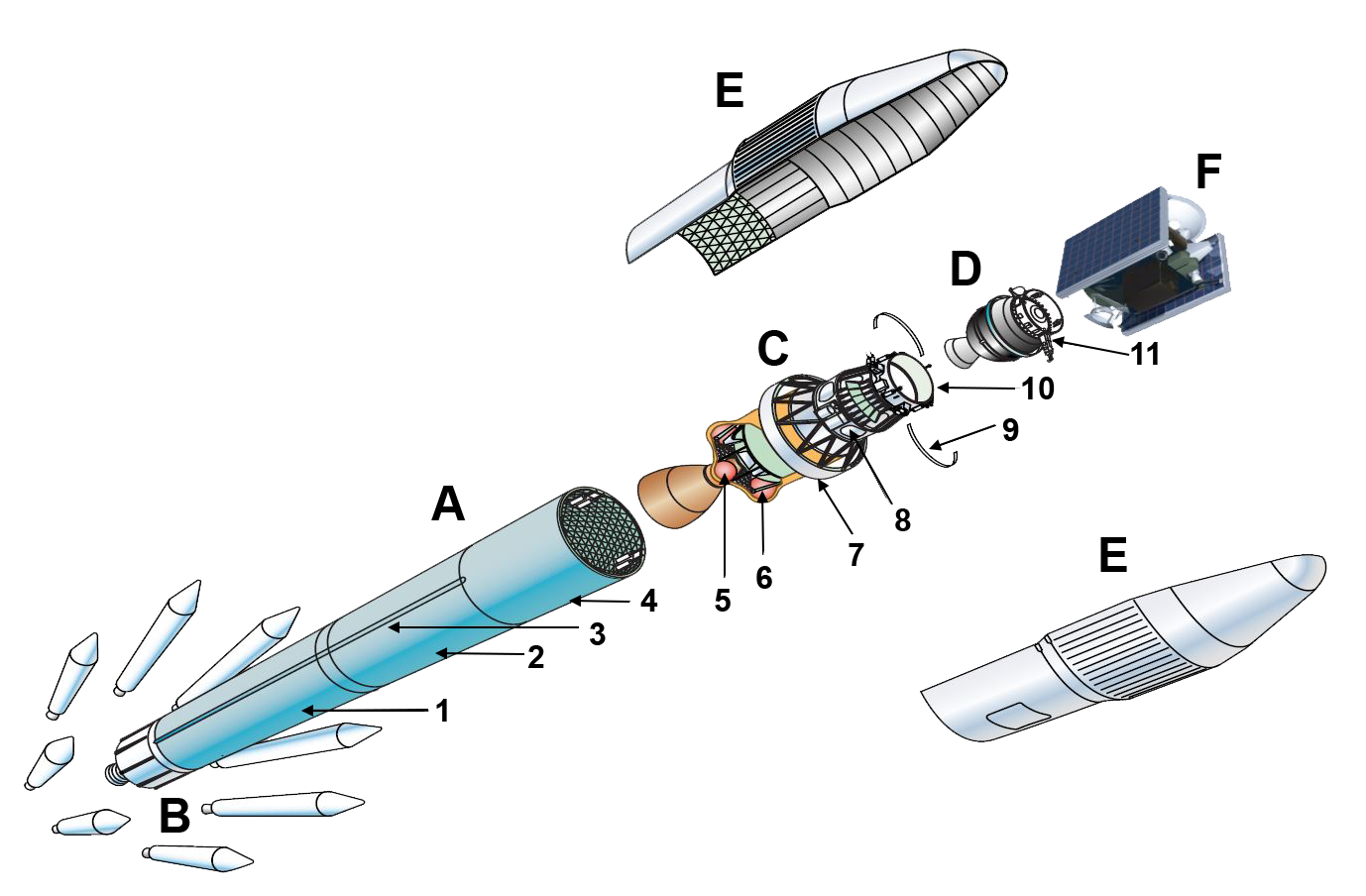
Schéma du lanceur : A : premier étage – B : propulseurs d'appoint à propergol solide – C : second étage – D : troisième étage à propergol solide (optionnel) – E : coiffe – F : charge utile (ici sonde spatiale Dawn) – 1 : réservoir d'oxygène – 2 : réservoir de kérosène – 3 : gouttière pour le câblage – 4 : jupe de liaison inter-étages – 6 : réservoir d'azote – 7 : réservoir d'hélium – 8 : électronique de guidage – 9 : bande de séparation du troisième étage – 10 : table de mise en rotation – 11 : système de fixation de la charge utile.

### Premier étage

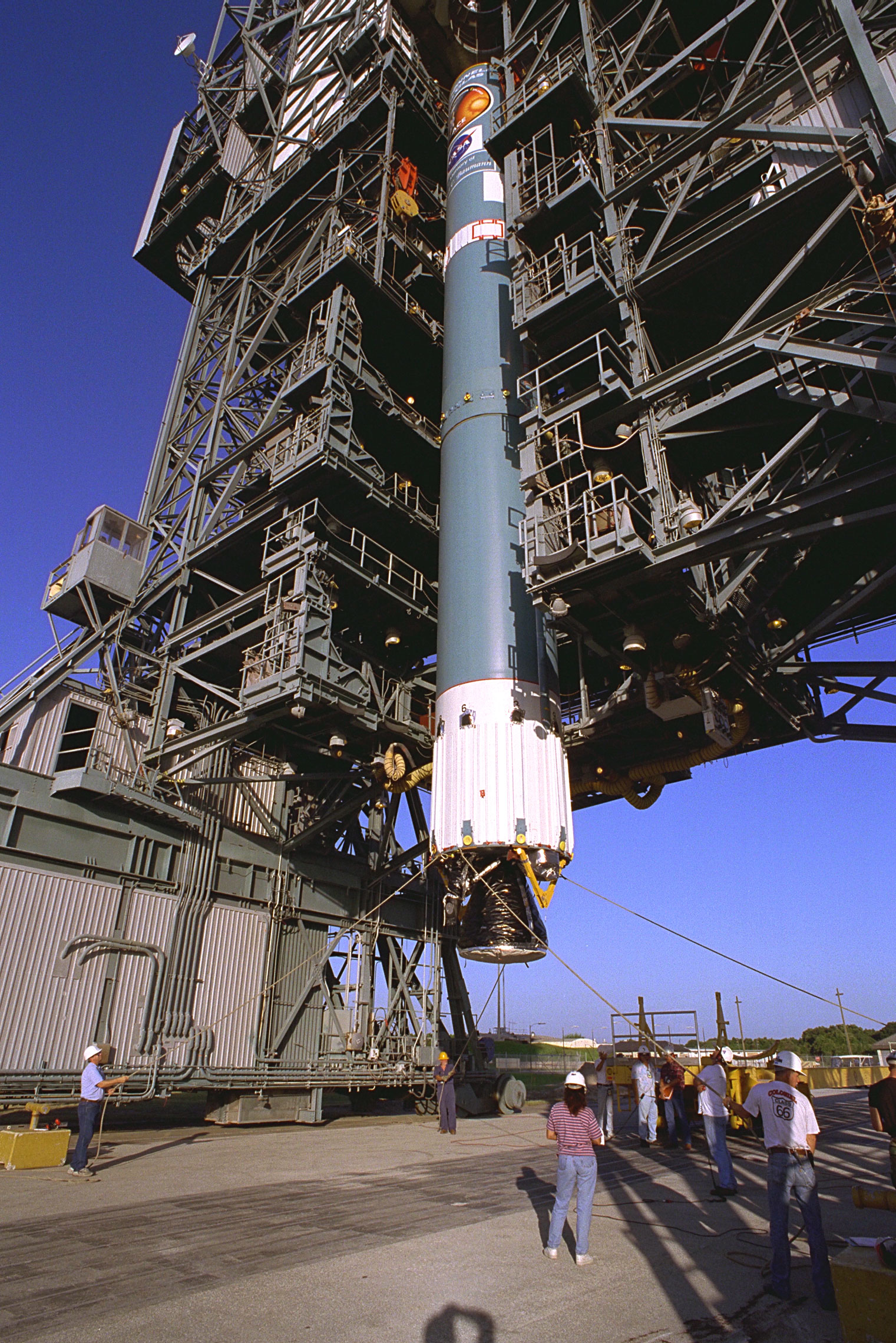
Le premier étage d'une fusée Delta II est érigé en position verticale. Cet exemplaire va lancer la sonde ACE.

Le premier étage Thor XLT dérive directement du missile balistique à portée intermédiaire Thor développé à la fin des années 1950. Les différences portent sur les réservoirs qui ont été allongés à plusieurs reprises pour répondre aux besoins des précédentes versions de la famille Delta. L'étage est haut de 26,1 mètres pour un diamètre de 2,44 mètres et une masse à vide de 5 680 kg (série 7000). Il emporte 96,12 tonnes d'ergols qui portent sa masse à 101,8 tonnes. La structure de l'étage est réalisée en aluminium et comprend de la base au sommet le compartiment moteur, le réservoir d'oxygène, une jupe inter-réservoirs (la cloison de séparation entre les deux réservoirs n'est pas commune), le réservoir de kérosène et une jupe de liaison inter-étages de 4,7 mètres qui englobe la tuyère du moteur du second étage. L'électronique de l'étage est fixée sur les parois de la jupe inter-réservoirs qui comporte des panneaux d'accès. L'étage est propulsé par un unique moteur-fusée RS-27 du fabricant Rocketdyne qui est une version plus puissante du MB-3 du missile. Deux versions du moteur-fusée ont été successivement utilisés : le RS-27 pour la sous-série 6000 (1989-1992) construite à 17 exemplaires et le RS27-A développé pour la sous-série 7000 qui est restée en service jusqu'à l'arrêt de la fabrication du lanceur. La version RS-27A se différencie par un rapport d'expansion de la tuyère qui passe de 8 à 12. Le moteur-fusée est pénalisé au sol mais dans cette sous-série il est assisté par des propulseurs d'appoint beaucoup plus puissants qui font plus que compenser la poussée perdue au décollage. Par contre, le RS-27A est beaucoup plus performant en altitude grâce à sa tuyère allongée. Ce moteur-fusée brûle de l'oxygène liquide et du RP-1 (une variante du kérosène). Le RS27-A a une poussée au sol d'environ 890 kilonewtons (89 tonnes) et une impulsion spécifique de 254 secondes. Dans le vide, la poussée atteint 1 054 kN et l'impulsion spécifique 302 secondes. Sa poussée n'est pas modulable.
Le moteur-fusée RS-27A comprend une chambre de combustion unique alimentée par un mélange de kérosène et d'oxygène liquide. Sa poussée est de 890 kiloNewtons au sol et de 1 054 kN dans le vide. Le cycle de combustion est de type générateur de gaz à cycle ouvert : un générateur de gaz génère des gaz sous haute pression qui entrainent une turbopompe à axe unique qui pressurise le kérosène et l'oxygène liquide. Les gaz ne sont pas réinjectés dans la chambre de combustion. La pression dans la chambre de combustion est de 48 bars et le rapport de mélange des deux ergols (oxygène/kérosène) est de 2,25. Le refroidissement de la chambre de combustion est de type régénératif : le kérosène coule dans l'épaisseur de la paroi de la chambre de combustion puis dans un échangeur de chaleur fixé sur la tuyère avant d'être injecté dans la chambre de combustion. Les gaz chauds du moteur sont utilisés pour pressuriser les réservoirs d'ergols. Le moteur est allumé environ 2,5 secondes avant le décollage. Durant cette brève phase qui précède le décollage la poussée augmente progressivement et le fonctionnement de celui-ci est vérifié puis les propulseurs à propergol solide sont mis à feu et le lanceur décolle. La phase propulsive dure 261 secondes.

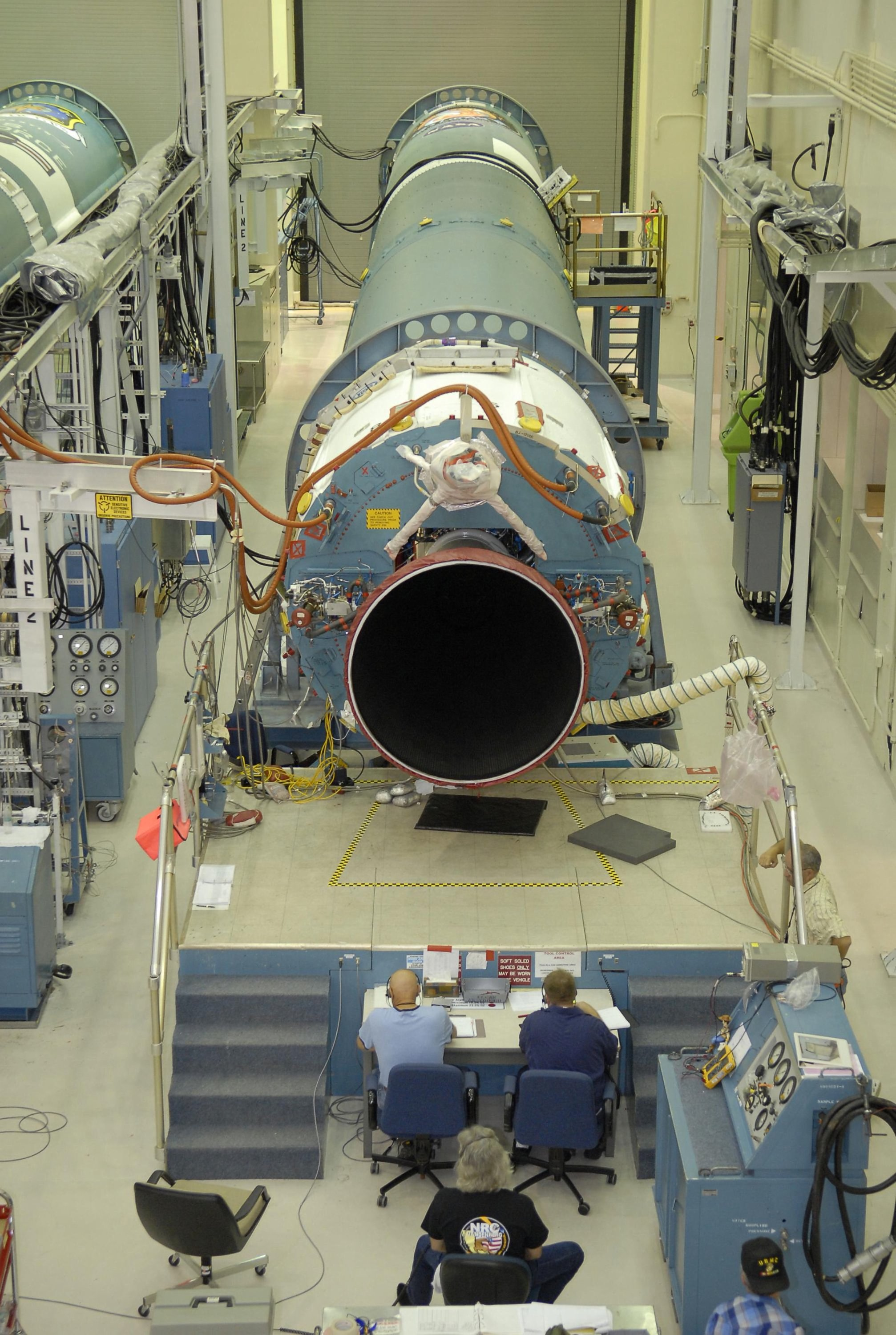
Test du premier étage.
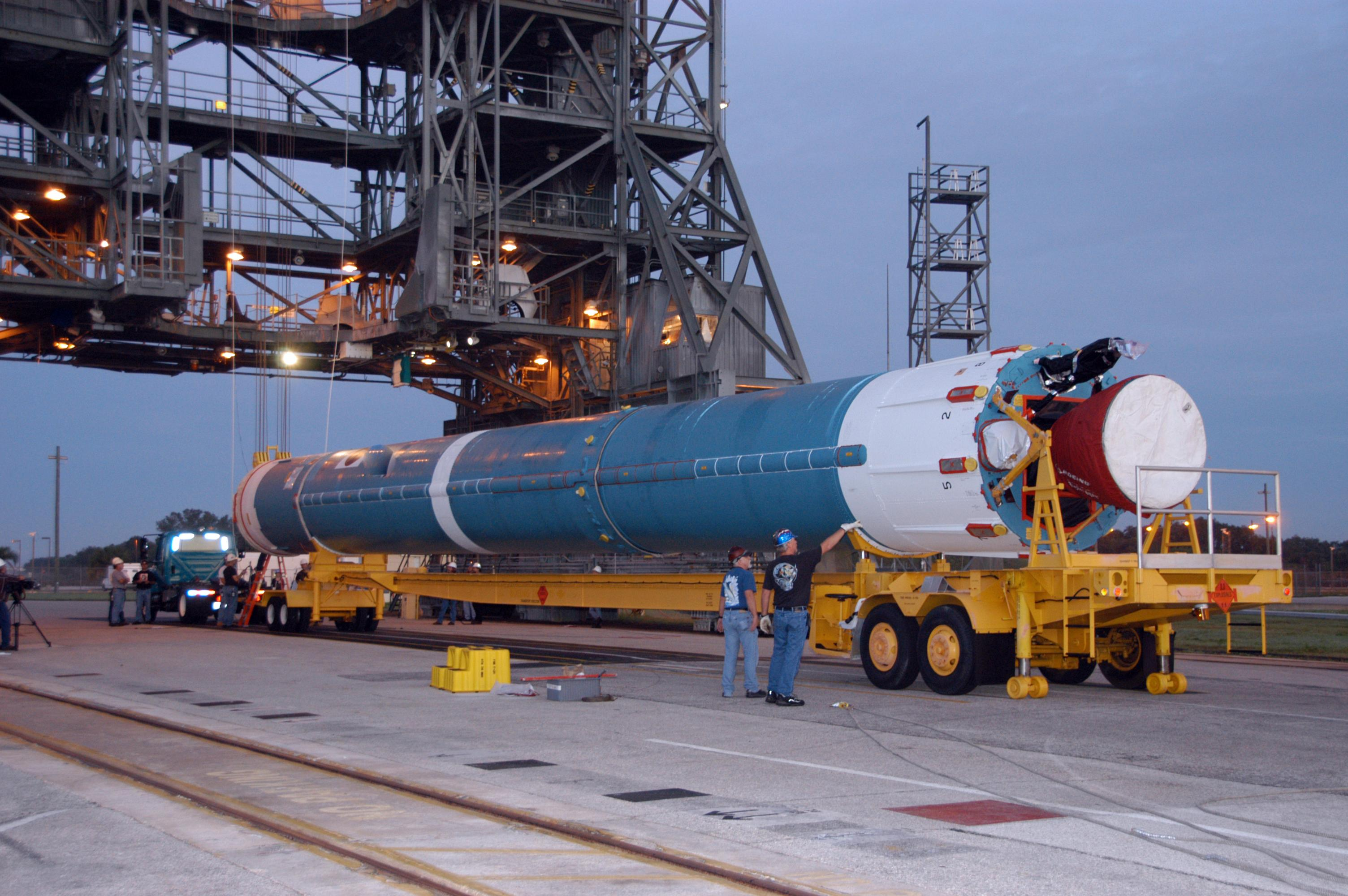
Le premier étage sur une remorque de camion.
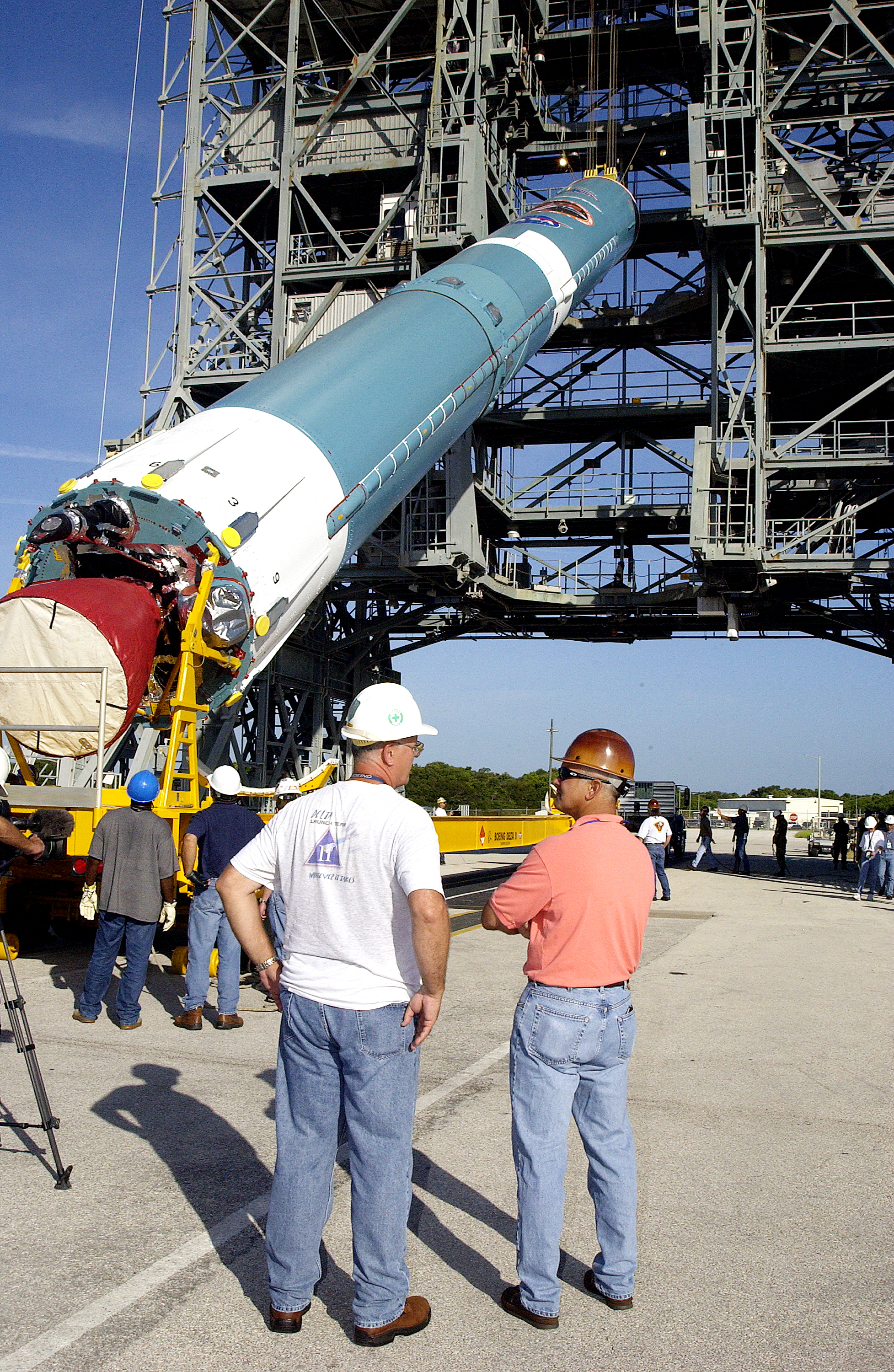
Le premier étage est hissé dans la tour d'assemblage.
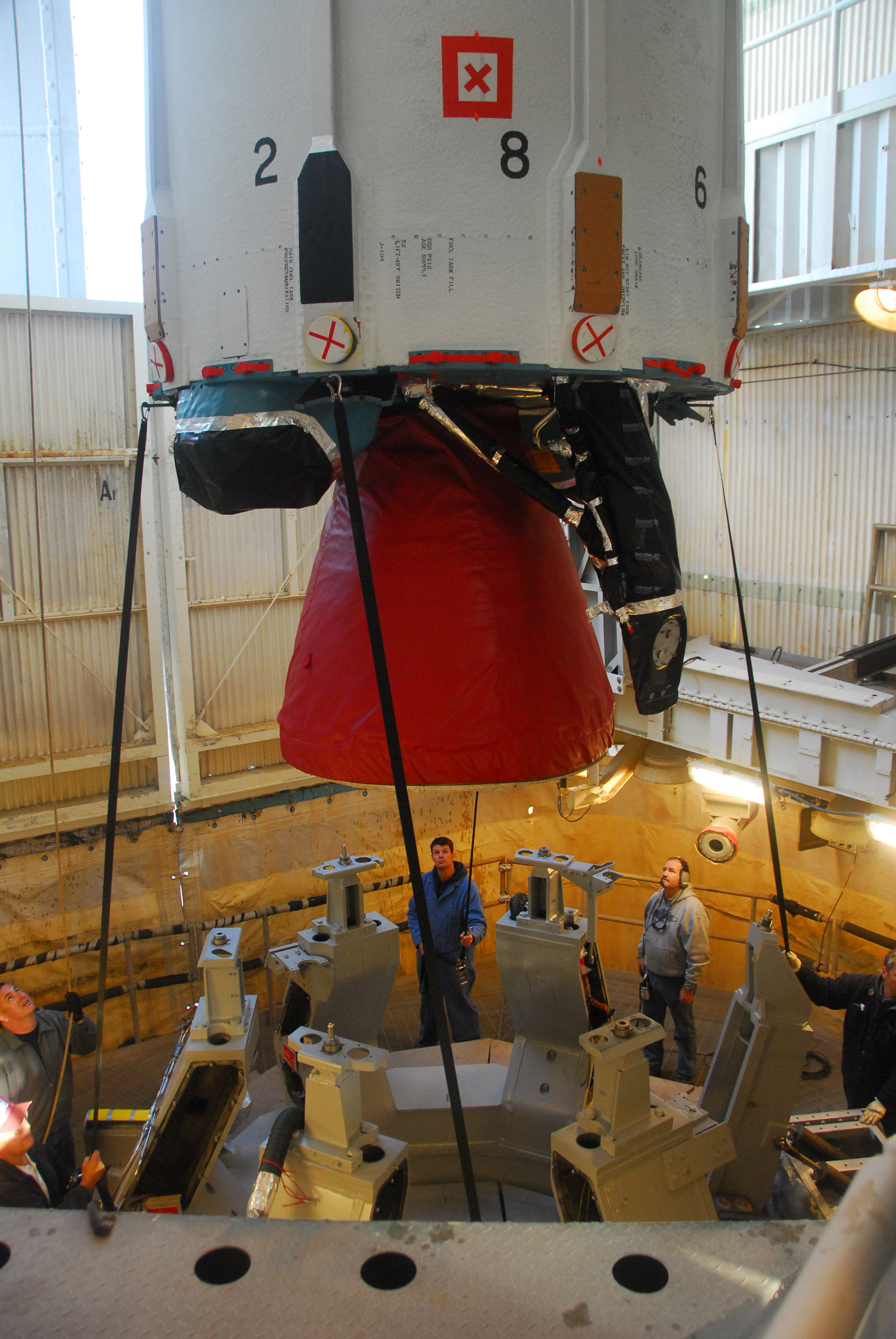
Le premier étage est descendu vers le piédestal sur lequel il va être fixé pour le lancement.
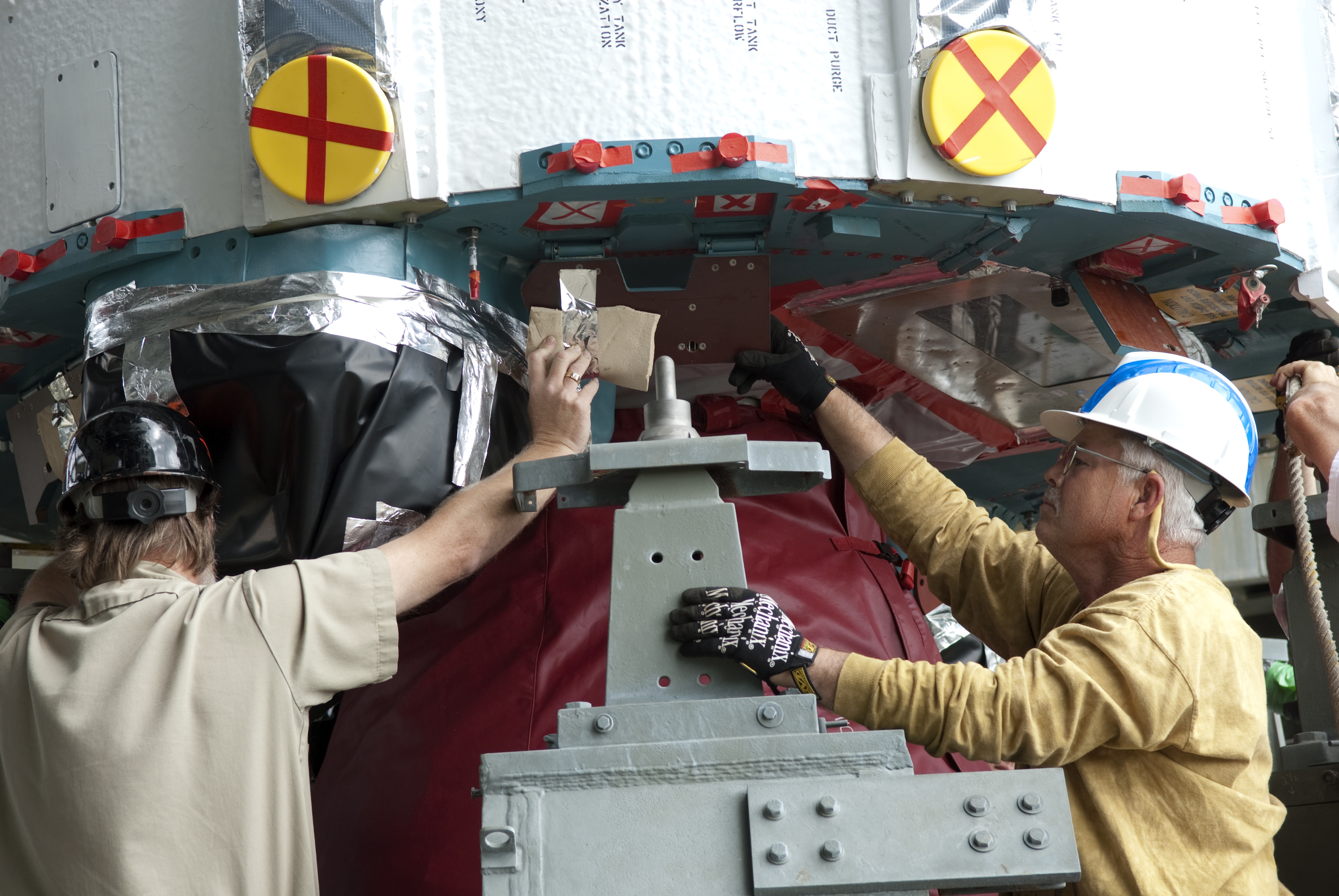
Fixation du premier étage sur son piédestal.

L'électronique de guidage de l'étage est située au niveau du deuxième étage. Le contrôle d'attitude de l'étage est obtenu en orientant le moteur qui dispose de deux degrés de liberté et peut gérer les mouvements de tangage et de lacet. Le roulis est contrôlé par deux petits moteurs verniers orientables LR-101 de 25 kg chacun qui sont alimentés par la turbopompe du RS-27. Ces moteurs sont également utilisés pour stabiliser la fusée dans les 3 axes lors de la brève période qui sépare l'arrêt du moteur du premier étage et le largage de ce dernier. Durant cette phase de 8 secondes, les deux LR-101 sont alimentés directement par les ergols à la pression des réservoirs. Le LR-101 a une poussée de 4,4 kN lorsqu'il est alimenté par la turbopompe et de 3,7 kN lorsqu'il est alimenté directement par les réservoirs. L'impulsion spécifique est respectivement de 207 et 197 secondes avec une pression de 28 et 21 bars. 
La couleur turquoise du corps de cet étage qui est la caractéristique extérieure la plus frappante du lanceur avec la présence d'un grand nombre de propulseurs d'appoint résulte d'une décision prise dans les années 1980 de ne pas appliquer de couche de peinture blanche sur la couche d'apprêt pour réduire le poids du lanceur et améliorer ses performances.

### Propulseurs d'appoint

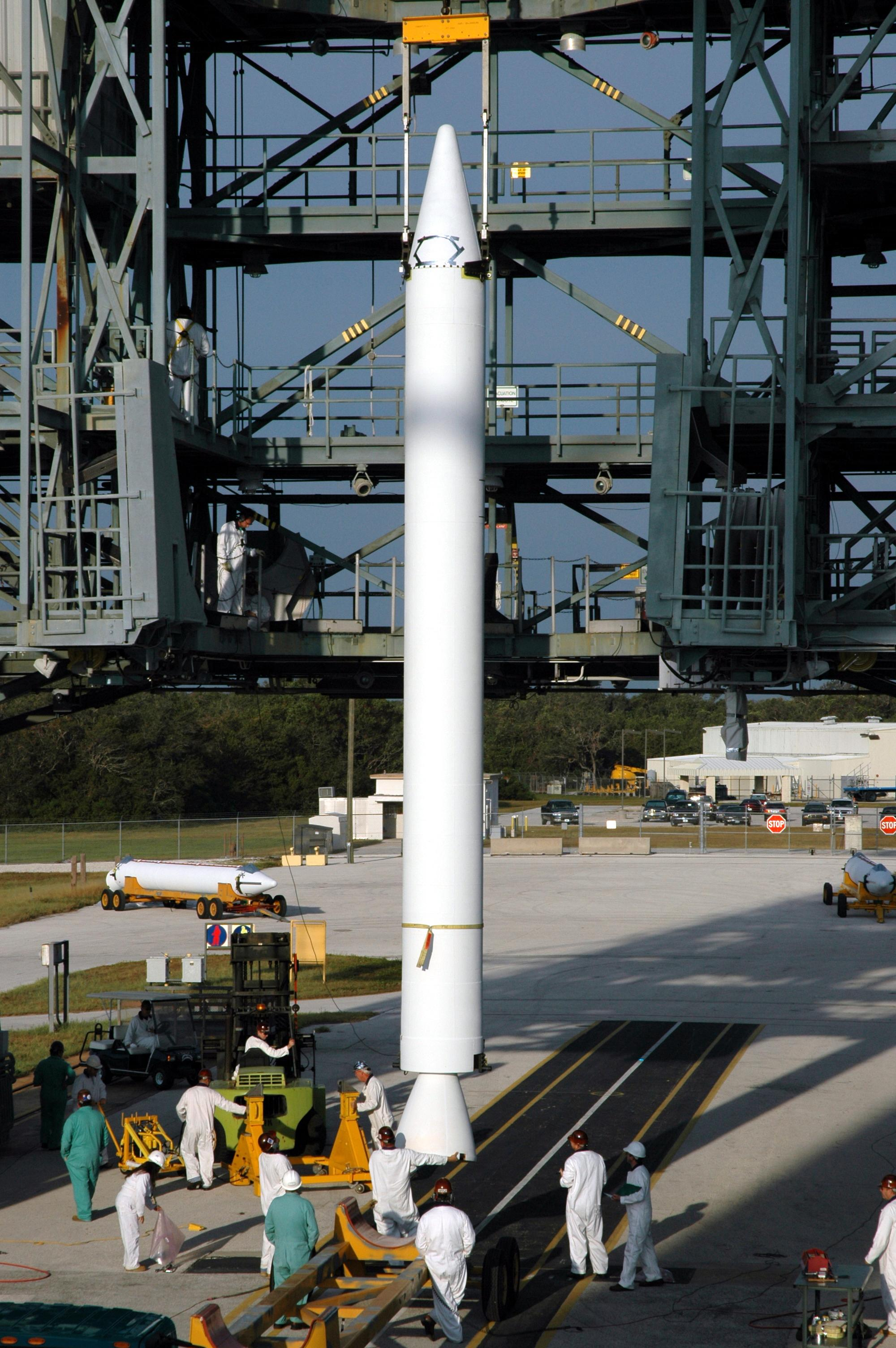
Un propulseur d'appoint à propergol solide GEM-40 en cours d'installation sur le premier étage d'une Delta II.

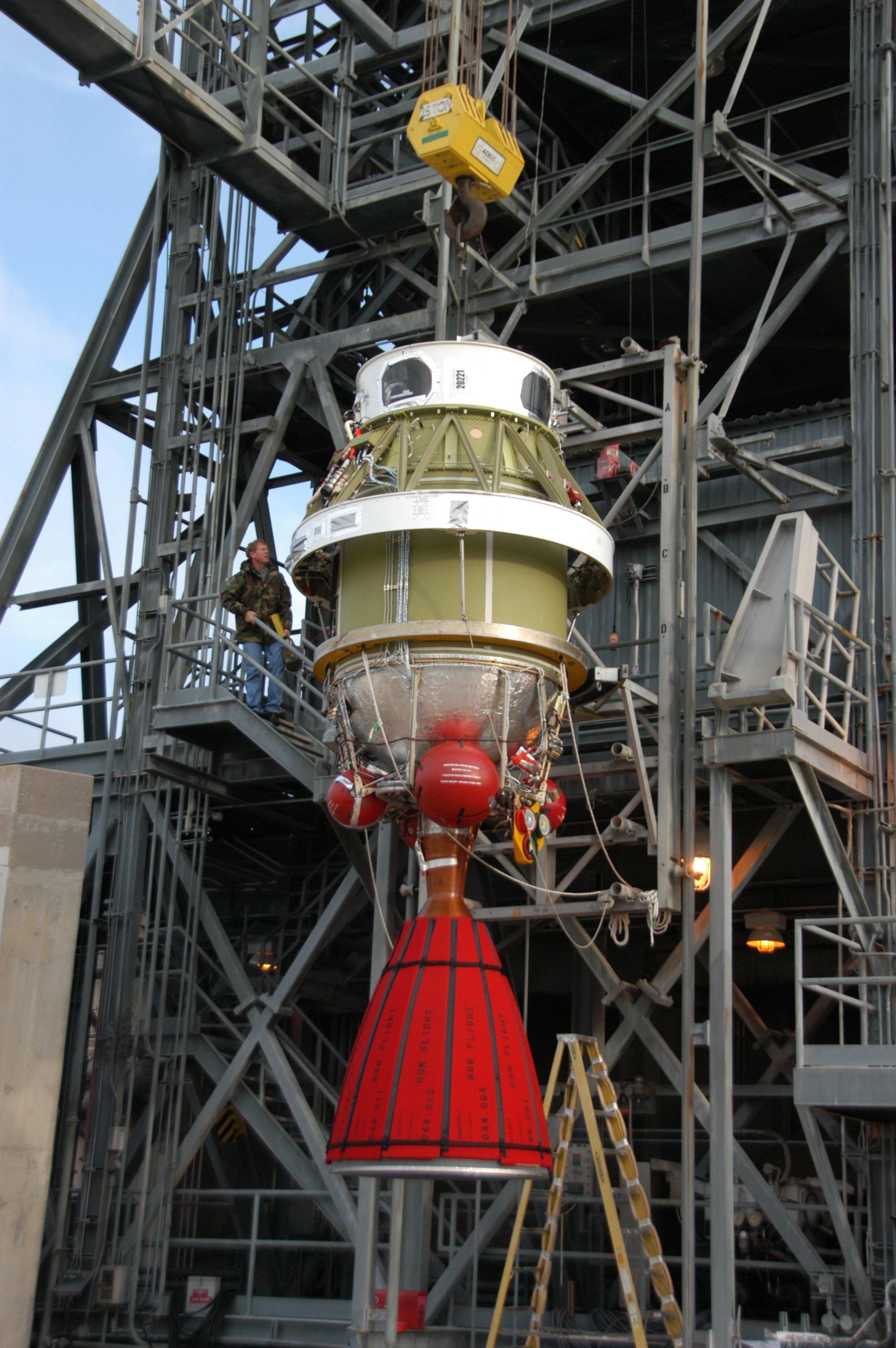
Deuxième étage est hissé pour être assemblé avec le premier étage.

Les propulseurs d'appoint de la fusée Delta II, qui sont fixés sur les flancs du premier étage, jouent un rôle central durant les premières minutes du vol puisque leur poussée dépasse largement celle du moteur du premier étage. Sans propulseur d'appoint la fusée ne pourrait pas décoller. La version 6000 de la Delta II construite en 17 exemplaires a recours à neuf Castor 4A d'une poussée unitaire de 478 kilonewtons. La version 7000 utilise trois, quatre ou neuf GEM 40 qui se distinguent par une poussée plus élevée (493 kN), une durée de combustion plus longue et une enveloppe entièrement composition qui réduit proportionnellement la masse à vide. Les tuyères, fixes, sont inclinées vers l'extérieur pour accroître la stabilité durant le vol et écarter les gaz chauds du corps du lanceur. Le rapport d'expansion de la tuyère est de 11. La version la plus puissante (Heavy), construite seulement à six exemplaires, utilise neuf propulseurs GEM-46, d'une poussée unitaire encore supérieure 63 tonnes. Les propulseurs d'appoint sont mis à feu par un système d'allumage redondant pour garantir que celle-ci se produira de manière simultanée. Le largage est déclenché par un système pyrotechnique également redondant. Lorsque le lanceur dispose de neuf propulseurs d'appoint, trois d'entre eux ne sont allumés qu'une minute après le décollage quelques secondes après l'extinction des six premiers. Tous les modèles utilisent comme propergol du PBHT.
| Caractéristiques      | Castor 4A                      | GEM 40                 | GEM 46                 |
| --------------------- | ------------------------------ | ---------------------- | ---------------------- |
| Type                  | Castor 4A                      | GEM 40                 | GEM 46                 |
| Dimensions            | 10,63 × 1,02 m                 | 11,4 × 1 m             | 12,6 × 1,2 m           |
| Masse totale          | 11,7 t                         | 13 t                   | 19,1 t                 |
| Masse propergol       | 10,1 t                         | 11,8 t                 | 16,9 t                 |
| Poussée               | 478 kilonewtons                | 493 kN                 | 628 kN                 |
| Impulsion spécifique  | 266 secondes                   | 274 secondes           | 278 secondes           |
| Durée de combustion   | 55 secondes                    | 64 secondes            | 75 secondes            |
| Autre caractéristique | Enveloppe en partie métallique | Enveloppe en composite | Enveloppe en composite |
| Modèle Delta II       | Série 6000                     | Série 7000             | Série 7000 H           |

### Deuxième étage
Le deuxième étage Delta-K est long de 5,97 mètres pour un diamètre de 2,44 mètres. Il a une masse à vide de 950 kg et embarque 6 tonnes d'ergols. Il comprend les réservoirs d'ergols, la section accueillant le moteur-fusée et des réservoirs sphériques contenant de l'azote et une case à équipements. Une jupe et un bâti constitué de tubes sont utilisés pour fixer la coiffe. Celle-ci encapsule la partie supérieure de l'étage tandis que la jupe de liaison inter-étages du premier étage encapsule la partie inférieure, la jupe faisant la liaison entre ces deux éléments. Les deux réservoirs d'ergols sont réalisés en aluminium et comportent une paroi commune. L'étage est propulsé par un moteur-fusée Aerojet AJ10-118K, d'une poussée de 4 tonnes (43,4 kN). Ce moteur consomme un mélange hypergolique de peroxyde d'azote et d'aérozine 50. L'aérozine 50 est un mélange composé de 50 % d'hydrazine et de 50 % de diméthylhydrazine asymétrique (UDMH) qui offre le meilleur compromis entre la stabilité de l'UDMH et la densité plus élevée de l'hydrazine. Les ergols alimentent l'AJ-10 sans passer par une turbopompe mais par une simple pressurisation : de l'hélium est réchauffé via un échangeur de chaleur placé sur le moteur-fusée avant d'être injecté dans les réservoirs. La pression dans la chambre de combustion est de 8,83 bars. Les parois sont protégées de la chaleur grâce à une revêtement ablatif, qui permet d'alléger le moteur par rapport à un système de circulation d'ergols (système régénératif). L'impulsion spécifique de 319 secondes est optimisée pour le vide grâce à la longueur de la tuyère (rapport d'expansion de la tuyère de 65). Le moteur est inclinable pour contrôler l'orientation du lanceur en lacet et tangage. Le contrôle du roulis et celui des trois types de mouvement durant les phases de vol inertiel (non propulsé) est réalisé au moyen de petits propulseurs à gaz froid utilisant de l'azote. La case à équipements, qui contient la centrale à inertie et le système de navigation qui contrôle le vol du lanceur jusqu'au largage du second étage, fait partie de cet étage. Le moteur peut être allumé jusqu'à 6 fois pour les missions à destination de l'orbite géostationnaire ou héliocentrique (missions interplanétaires). L'AJ10 peut fonctionner durant 500 secondes.

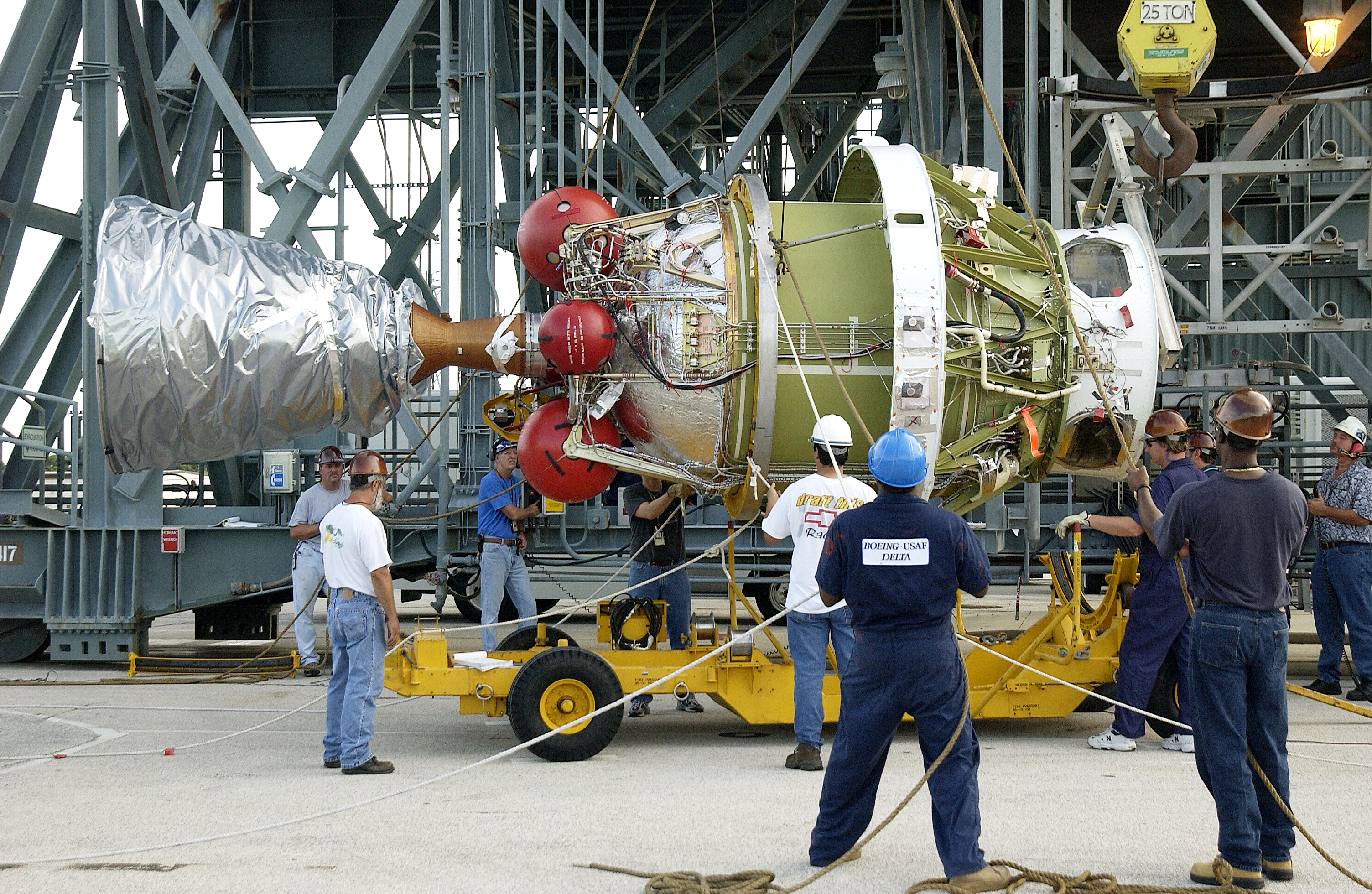
Le deuxième étage sur sa remorque.
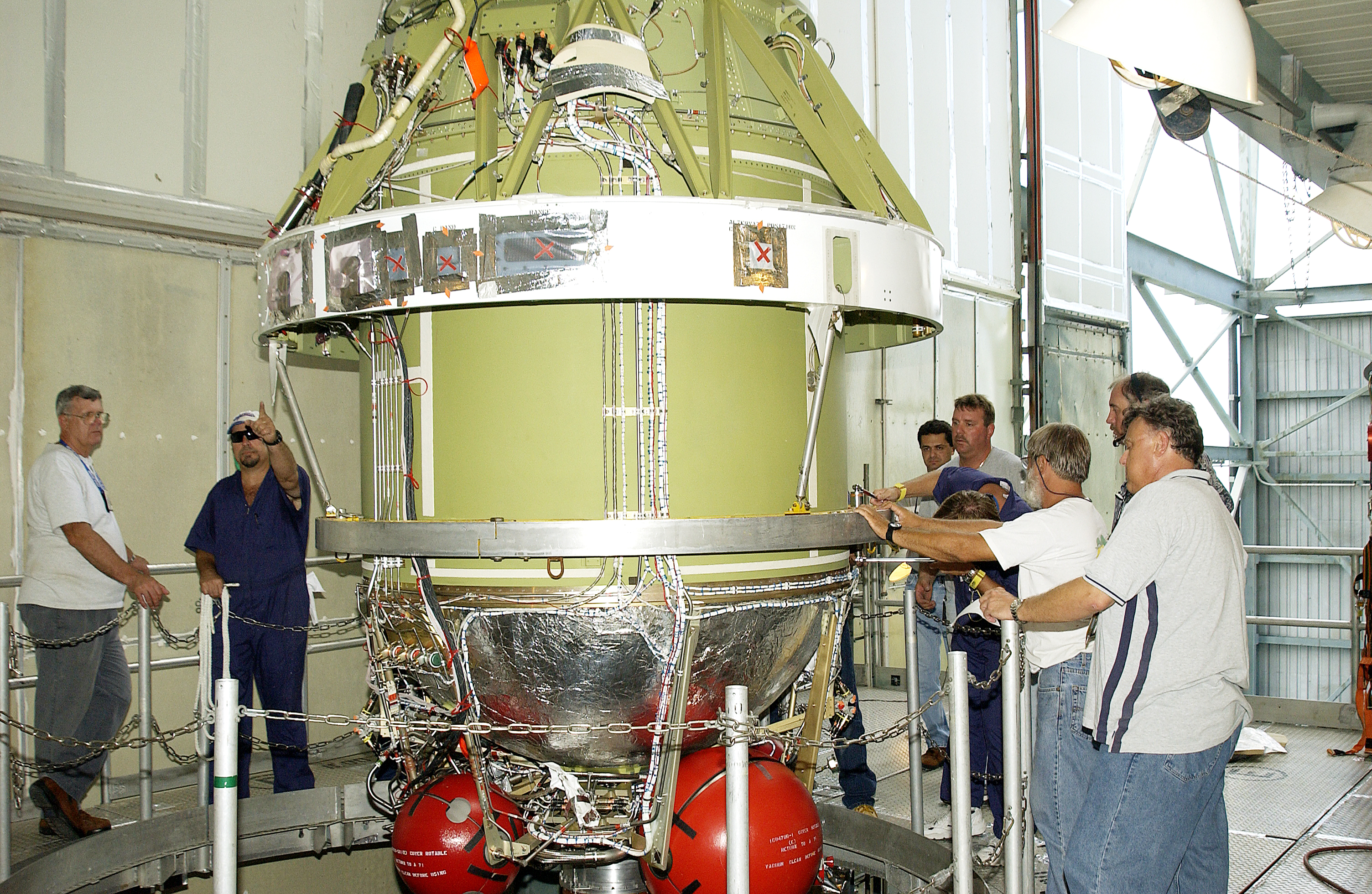
Le deuxième étage en cours d'assemblage avec le premier étage.
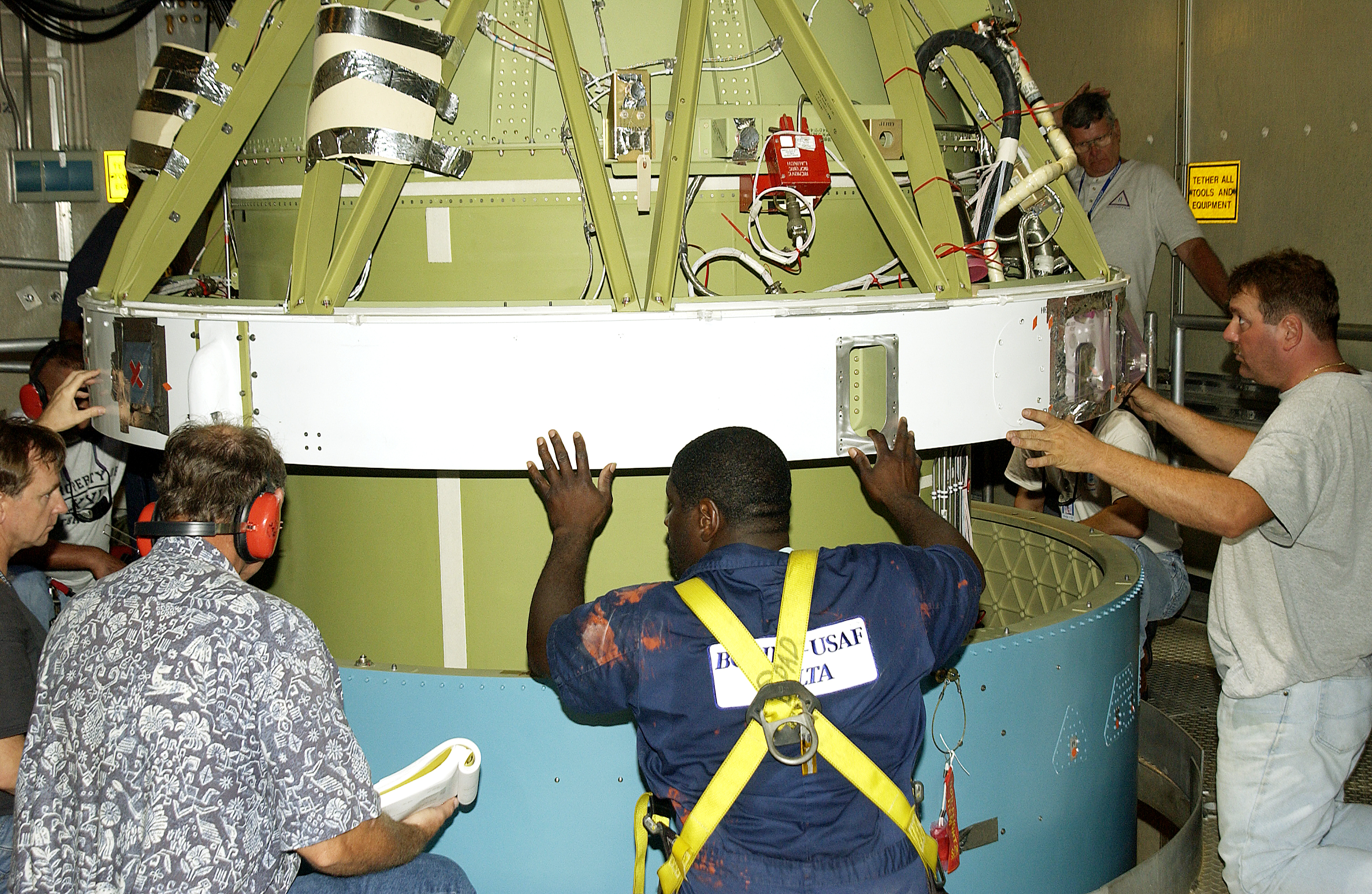
Le deuxième étage est inséré dans la jupe de liaison inter-étages du premier étage.
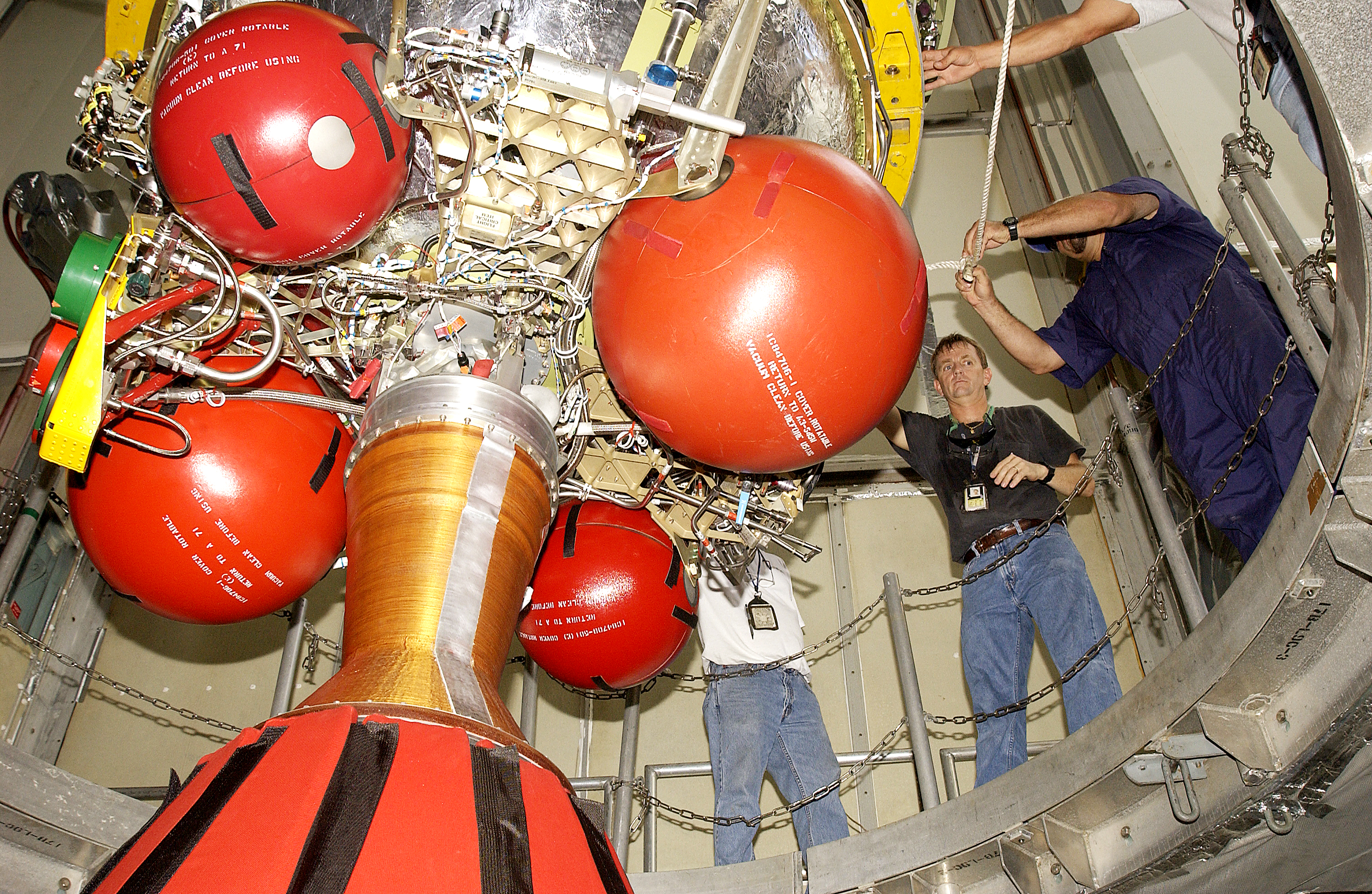
Partie inférieure du deuxième étage.
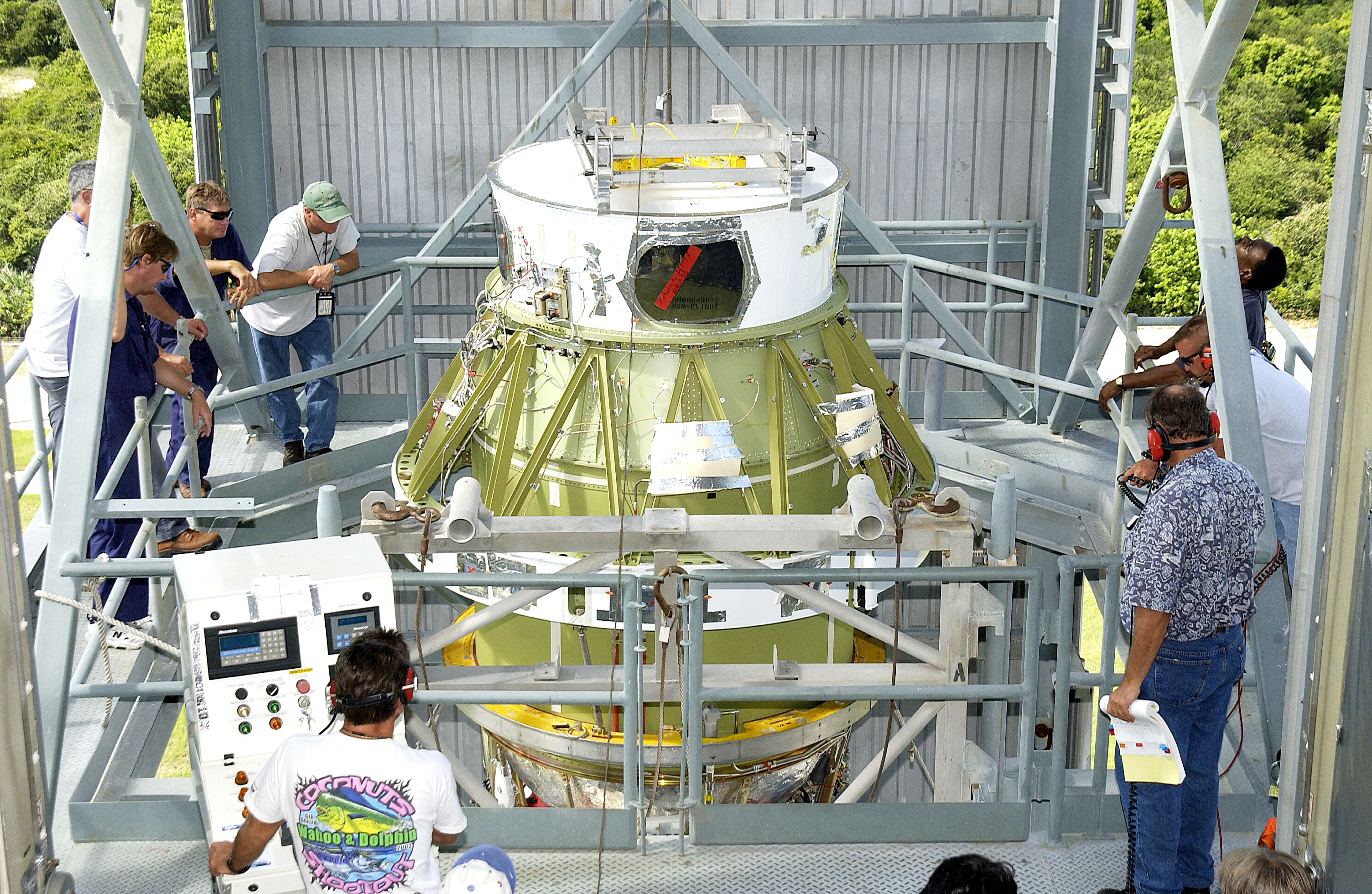
Partie supérieure du deuxième étage.

### Troisième étage

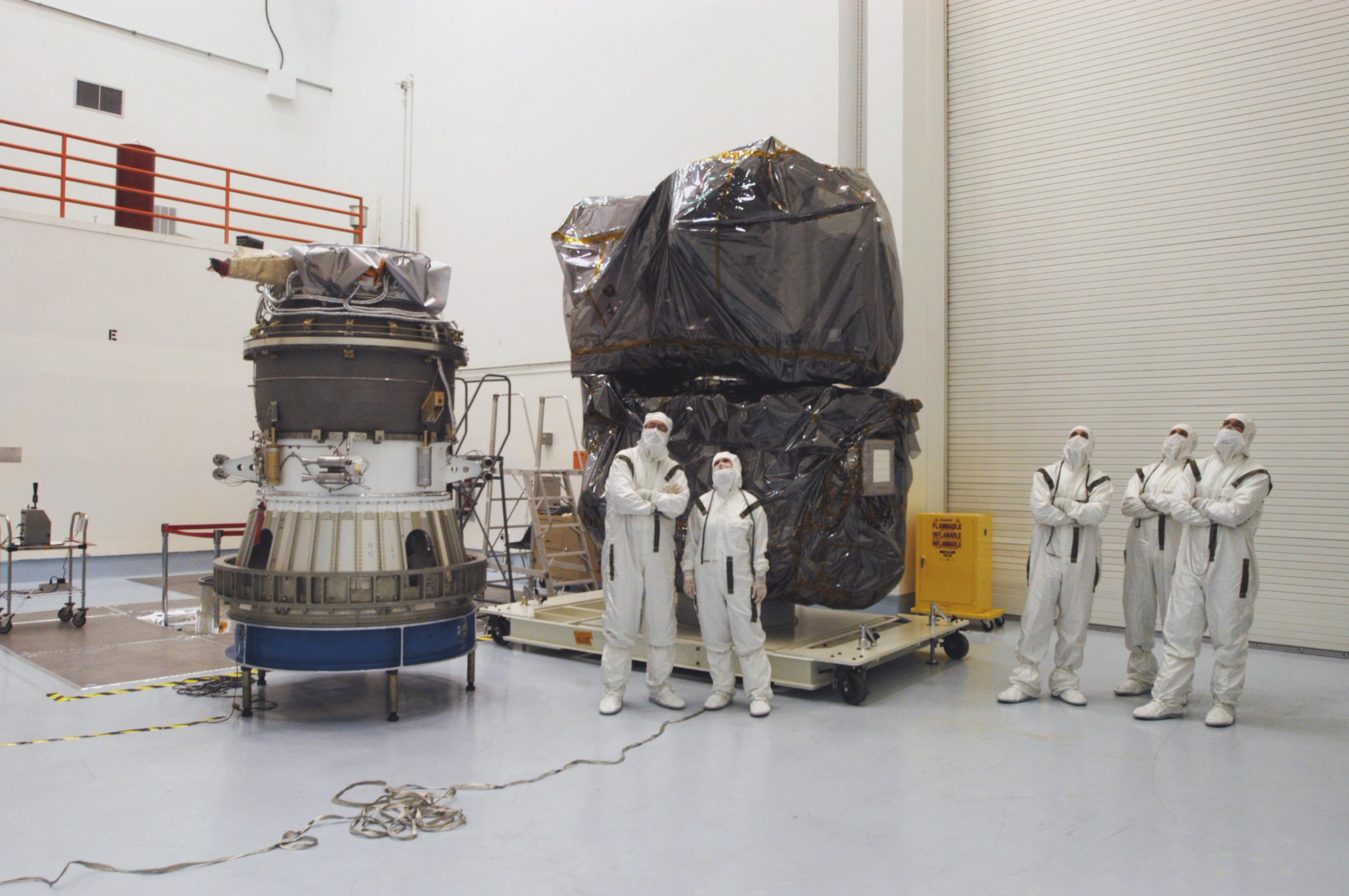
Dans une salle blanche : à gauche le troisième étage et, à droite, derrière les ingénieurs, se trouvent les deux sondes STEREO emballées.

Le lanceur comporte un troisième étage lorsqu'il doit atteindre une orbite terrestre haute (orbite de transfert géostationnaire) ou interplanétaire). Deux types de propulseur à propergol solide, tous deux développés par ATK-Thiokol, sont proposés. Le PAM (Star 48B) (2,03 × 2,44 m) d'une masse de 2,1 tonnes a une poussée de 68,6 kN durant 84,5 s tandis que le Star 37 FM (1,69 × 2,44 m) d'une masse de 1,1 tonne a une poussée de 47,3 kN durant 64,5 s. Les deux moteurs utilisent comme propergol du PBHT. Le troisième étage, dépourvu de système d'orientation, est stabilisé par mise en rotation rapide (spin). Il comporte un mécanisme de yo-yo, qui permet d'annuler la vitesse de rotation une fois que le moteur s'est éteint avant la séparation avec la charge utile. L'étage est complètement encapsulé dans la coiffe avec la partie supérieure du second étage.

### Coiffe

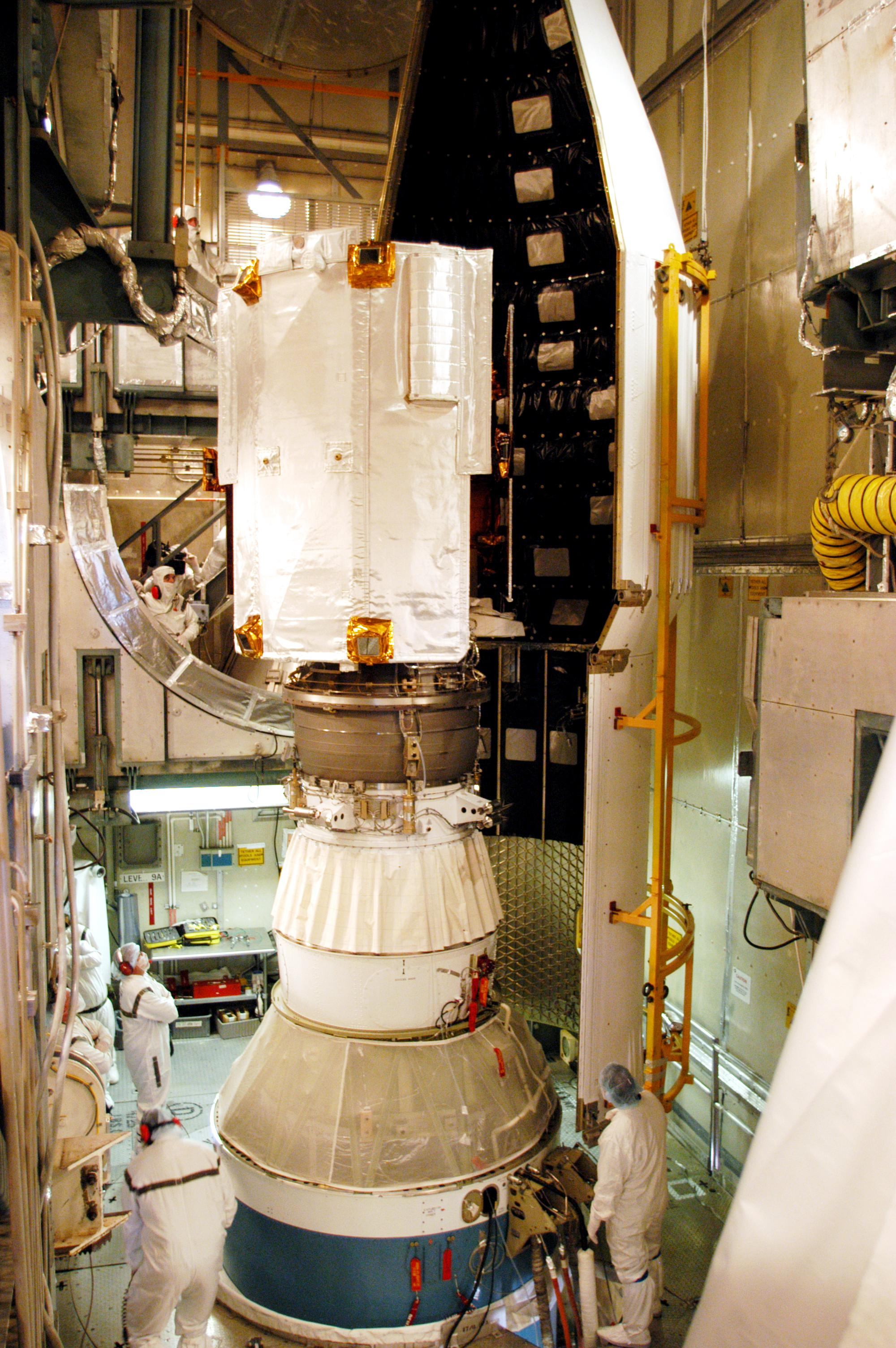
La coiffe d'une Delta II Heavy est mise en place autour de la sonde MESSENGER, qui est déjà installée sur le troisième étage du lanceur.

Plusieurs tailles de coiffe sont proposés. Le modèle le plus petit, d'un diamètre identique à celui du lanceur (2,44 mètres), n'est plus utilisé à partir de 1997. La coiffe de taille intermédiaire, qui est le modèle standard et le plus couramment utilisé, a un diamètre de 2,9 mètres et est constituée d'une structure en aluminium avec des panneaux en matériau composite. Une coiffe plus légère de trois mètres de diamètre entièrement réalisée en matériau composite a volé pour la première fois en 1990. Il en existe une version courte (8,88 m) et une version longue (9,25 m). Le largage de la coiffe se fait le plus tôt possible durant le vol pour alléger le lanceur. La séparation de la coiffe est réalisée par des poussoirs pneumatiques dont le mouvement est initié par des charges pyrotechniques. Les éléments de la coiffe pivotent sur des charnières avant de se détacher du lanceur.

## Performances
La Delta II est l'aboutissement de trois décennies d'évolution des lanceurs Delta. La Delta II a une masse 4 à 6 fois supérieure à la fusée d'origine, mais le second étage n'a pas du tout suivi la même courbe de progression. Il en résulte un rapport de masse déséquilibré entre le premier et le deuxième étage (40 pour 1). Par ailleurs, le rapport de masse entre le deuxième étage et la charge utile (pour l'orbite basse) est proche de 1 alors qu'une fusée optimisée aurait un rapport à peu près identique au précédent. Aussi la Delta II est beaucoup moins performante que l'Atlas II, lanceur comparable par la taille mais capable de placer une tonne de plus en orbite haute avec une masse nettement inférieure grâce à un second étage Centaur proportionnellement plus important propulsé par un moteur particulière performant. En 1985, le constructeur de la Delta II décide d'appliquer la recette de l'Atlas II en remplaçant le deuxième étage de la Delta II par l'étage Centaur. Cette nouvelle version est baptisée Delta III. Les trois lancements réalisés en 1998-2000 sont des échecs et le constructeur décide d'abandonner la Delta III pour concentrer ses investissements sur la conception de son nouveau lanceur Delta IV développé dans le cadre de l'appel d'offres EELV de l'Armée de l'Air américaine. La fusée Delta IV utilise un premier étage entièrement nouveau surmonté d'un étage Centaur allongé. 
| Caractéristiques          | Delta II 7925               | Atlas II    |
| ------------------------- | --------------------------- | ----------- |
| Date                      | 1990-2009                   | 1991-2004   |
| Nombre exemplaires        | 69                          | 58          |
| Charge utile GTO          | 1,83 tonnes                 | 4,48 tonnes |
| Charge utile orbite basse | ~5 tonnes                   | 10,7 tonnes |
| Étages                    | 2 + 9 propulseurs d'appoint | 2           |
| Masse au lancement        | 231 tonnes                  | 225 tonnes  |
| Diamètre                  | 2, 44 m.                    | 3,05 m.     |

### Versions
Une dizaine de versions de la Delta II ont été commercialisées : chacune est identifiée par un numéro à quatre chiffres dont la codification avait été fixée pour les séries 1000/2000/3000/4000 des fusées Delta ayant précédé la Delta II :
- le premier chiffre prend les valeurs 6 ou 7, différenciant les sous-séries de Delta II 6000 et 7000 (moteur du premier étage optimisé pour le vol en altitude, propulseurs d'appoint plus puissants). Le dernier exemplaire de la série 6000 est lancé en 1992 ;
- le deuxième chiffre désigne le nombre de propulseurs d'appoint qui peut être égal à 3, 4 mais est le plus souvent (85 % des vols) égal 9 ;
- le troisième chiffre est toujours égal à 2 désigne un deuxième étage propulsé par un moteur-fusée de type Aerojet AJ10. Les Delta des séries antérieures à la Delta II utilisaient un moteur différent, le TR-201 ;
- le quatrième et dernier chiffre est utilisé pour caractériser le troisième étage. Lorsque cet étage n'existe pas, il prend la valeur 0, tandis que 5 désigne un étage PAM doté d'un propulseur à propergol solide Star 48B, tandis que 6 désigne un moteur-fusée de type Star-37.

L'ajout d'un H (79xx H) désigne le modèle le plus puissant (Heavy) caractérisé par des propulseurs d'appoint plus lourds (GEM 46) dont seulement six exemplaires ont volé. En fonction du type de coiffe, un suffixe vient compléter la désignation numérique. La plus petite coiffe est indiquée par le suffixe « -8 » (8 pieds de diamètre). La coiffe de taille intermédiaire est désignée par « -9,5 », et la coiffe la plus importante par « -10C » (coiffe courte) et « -10L » (coiffe longue).
| Caractéristiques | 6920                 | 6925                 | 7320                    | 7326                                            | 7420                  | 7425                                            | 7426                  | 7920                            | 7925                                           | 7925H                                         | 7920H                       |
| --- | -------------------- | -------------------- | ----------------------- | ----------------------------------------------- | --------------------- | ----------------------------------------------- | --------------------- | ------------------------------- | ---------------------------------------------- | --------------------------------------------- | --------------------------- |
| Date | 1990-1992            | 1989-1992            | 1999-2015               | 1998-2001                                       | 1998-2018             | 1998-2002                                       | 1999-1999             | 1995-2017                       | 1990-2009                                      | 2003-2007                                     | 2003-2011                   |
| Nombre vols | 3                    | 14                   | 12                      | 3                                               | 13                    | 4                                               | 1                     | 29                              | 69                                             | 3                                             | 3                           |
| Principales missions |                      | GPS                  | Observation de la Terre |                                                 | Globalstar            | Interplanétaire                                 | Interplanétaire       | Iridium Observation de la Terre | GPS                                            | Interplanétaire                               |                             |
| Charge utile selon orbite¹ | Moyenne 3,98 t       | GTO 1,447 t          | héliosynchrone 1,65 t   | GTO 0,93 t Interplanétaire 0,598 t Mars 0,479 t | héliosynchrone 2 t    | GTO 1,13 t Interplanétaire 0,784 t Mars 0,637 t | GTO 1,06 t            | héliosynchrone 3,18 t           | GTO 1,83 t Interplanétaire 1,23 t Mars 0,998 t | GTO 2,18 t Interplanétaire 1,49 t Mars 1,21 t | GTO ? t Interplanétaire ? t |
| Masse au décollage | 217,9 t              | 217,7 t              | 150,1 t                 | 150,5 t                                         | 163,7 t               | 164,8 t                                         | 163,7 t               | 230,1 t                         | 230,9 t                                        | 285,8 t                                       | ~286 t                      |
| 1er étage | Moteur-fusée : RS-27 | Moteur-fusée : RS-27 | Moteur-fusée : RS-27A   | Moteur-fusée : RS-27A                           | Moteur-fusée : RS-27A | Moteur-fusée : RS-27A                           | Moteur-fusée : RS-27A | Moteur-fusée : RS-27A           | Moteur-fusée : RS-27A                          | Moteur-fusée : RS-27A                         | Moteur-fusée : RS-27A       |
| Propulseurs d'appoint | 9 × Castor 4A        | 9 × Castor 4A        | 3 × GEM 40              | 3 × GEM 40                                      | 4 × GEM 40            | 4 × GEM 40                                      | 4 × GEM 40            | 9 × GEM 40                      | 9 × GEM 40                                     | 9 × GEM 46                                    | 9 × GEM 46                  |
| 3e étage | -                    | PAM                  | -                       | Star 37                                         | -                     | PAM                                             | Star 37               | -                               | PAM                                            | PAM                                           | -                           |
| ¹ GTO : orbite de transfert géostationnaire – Interplanétaire : vitesse de libération de l'attraction terrestre (C3 = 0,4 km²/s²) - Mars : C3 = 10 km²/s². |                      |                      |                         |                                                 |                       |                                                 |                       |                                 |                                                |                                               |                             |

## Fabrication et coût

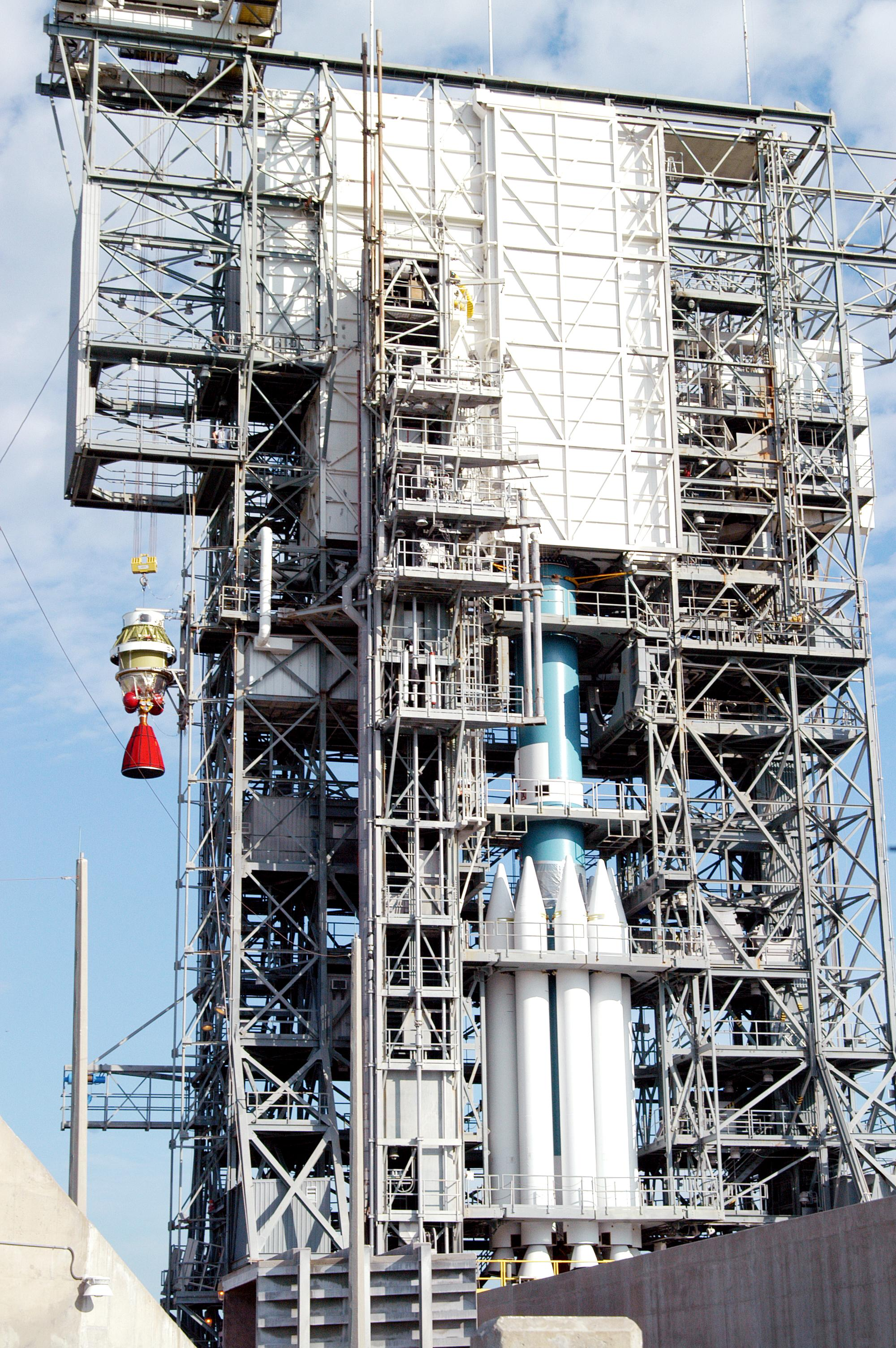
Un portique mobile est utilisé pour assembler à la verticale les différents éléments de la Delta II. La photo met évidence la taille réduite du deuxième étage par rapport à celles du premier étage et des propulseurs d'appoint.

La construction, l'assemblage et l'intégration des lanceurs Delta II sont réalisés dans plusieurs établissements situés à Decatur (Alabama), Harlingen (Texas), San Diego (Californie) et Denver (Colorado). 
En 1997, la Federal Aviation Administration estimait que le coût moyen d'un lancement de Delta II revenait à 45 à 50 millions de dollars. En 2000, elle estimait le coût d'un lancement d'un satellite GPS par une Delta II entre 50 et 60 millions de dollars. La crise économique de 2008 a eu une influence sur le coût de lancement d'un Delta II : le coût moyen évalué en 2008 à 50 millions de dollars est brutalement passé en 2009 à 60 et 70 millions de dollars. Le modèle le plus puissant, la Delta 7925 Heavy capable de placer six tonnes en orbite basse (trois à quatre fois moins qu'une Falcon 9 FT) coûtait, en 2003, environ 85 millions de dollars mais ce prix atteignait en 2009 150 millions de dollars. Le dernier vol du lanceur en 2018 a été commercialisé au prix de 96,6 millions de dollars.

## Préparation et lancement

### Assemblage sur le site de lancement
Les lanceurs Delta II sont assemblés verticalement directement sur l'aire de lancement grâce à une tour d'assemblage mobile. Les deux étages et les propulseurs d'appoint sont amenés sur le site en position couchée à l'aide de remorques routières. On commence par mettre en position verticale le premier étage et celui-ci est fixé sur le pas de tir. La jupe inter-étages est alors fixée sur sa partie supérieure. Les propulseurs d'appoint sont ensuite érigés et accrochés au premier étage. Puis le deuxième étage est hissé et fixé au sommet du premier étage. Le ou les satellites et le troisième étage (optionnel) sont testés en salle blanche puis assemblés avant d'être hissés dans la tour d'assemblage mobile. Contrairement à ce qui se pratique avec les lanceurs modernes l'assemblage de la coiffe et de la charge utile se fait dans l'espace exigu de la tour d'assemblage ce qui reflète l'ancienneté des procédures mises en œuvre.

### Préparation avant le lancement
Le remplissage du réservoir du premier étage prend environ vingt minutes. Les ergols très corrosifs du second étage nécessitent que le lancement intervienne moins de 37 jours après le remplissage des réservoirs, sous peine d'un reconditionnement de l'étage en usine.

### Sites de lancement
Lorsque l'inclinaison de l'orbite de la charge utile est comprise entre 28 et 57°, la Delta II est lancée depuis l'aire de lancement 17 de la base de Cap Canaveral. L'aire de lancement 17 dispose de deux pas de tir (17A et 17B), le 17B étant le seul adapté au modèle Heavy. Le portique 17A a été abandonné à la suite de l'arrêt des lancements pour le compte de l'Armée de l'air des États-Unis. Lorsque l'inclinaison de l'orbite est comprise entre 54 et 104°, la fusée est lancée depuis le complexe de lancement 2 Ouest de la base de Vandenberg (code SLC2W).

### Déroulement d'un lancement
Peu avant le lancement la tour d'assemblage mobile recule et le lanceur n'est plus relié que par plusieurs cordons (ergols, énergie, télécom) à une tour ombilicale verticale toute proche. Quatre heures avant le décollage de la fusée débute le remplissage des réservoirs d'ergols du deuxième étage. Le remplissage des réservoirs du premier étage débute environ deux heures plus tard. Reflet de l'ancienneté du lanceur, la mise à feu des moteurs n'est pas déclenchée automatiquement par un système embarqué mais elle est initiée manuellement depuis le centre de contrôle. Le moteur du premier étage est mis à feu puis 2,5 secondes plus tard les propulseurs d'appoint. Ce délai permet d'interrompre le lancement si le moteur-fusée du premier étage présente des anomalies de fonctionnement (une fois mis à feu les propulseurs d'appoint ne peuvent plus être éteints). Lorsqu'il y a 9 propulseurs d'appoint (85% des vols), six d'entre eux sont allumés au décollage et trois sont mis à feu une minute plus tard en plein vol). 

Déroulement du lancement de la sonde spatiale MESSENGER par une Delta II 7925H (2 allumages du deuxième étage et recours à un troisième étage)
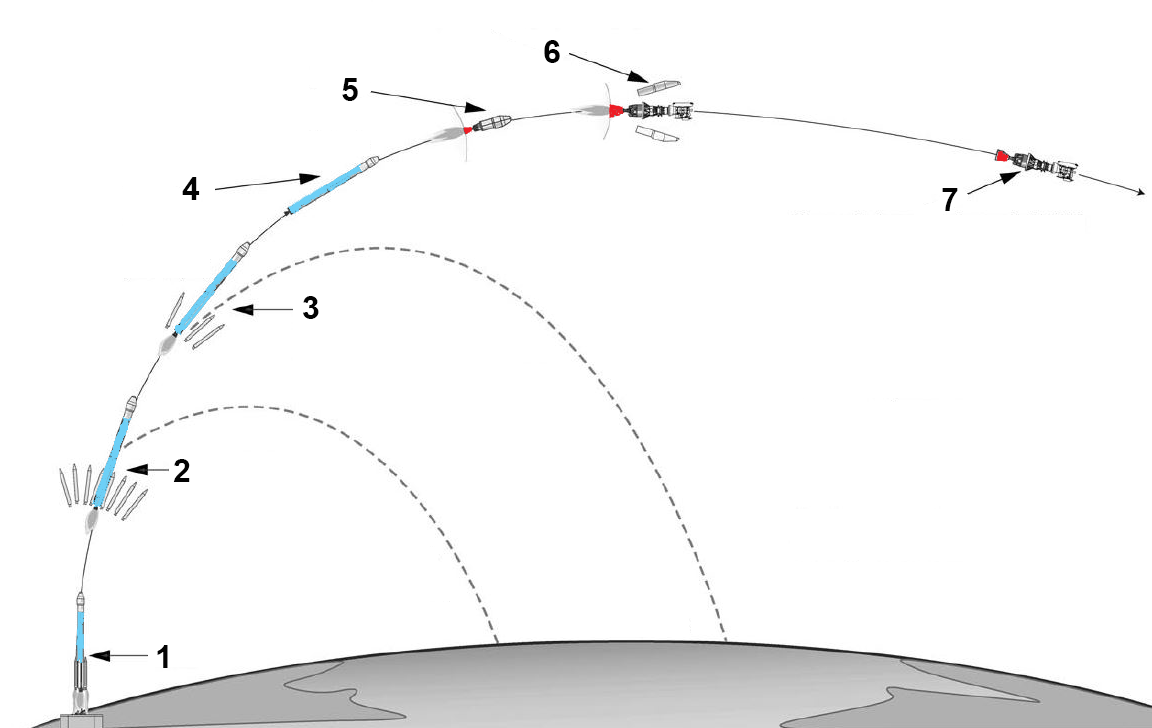
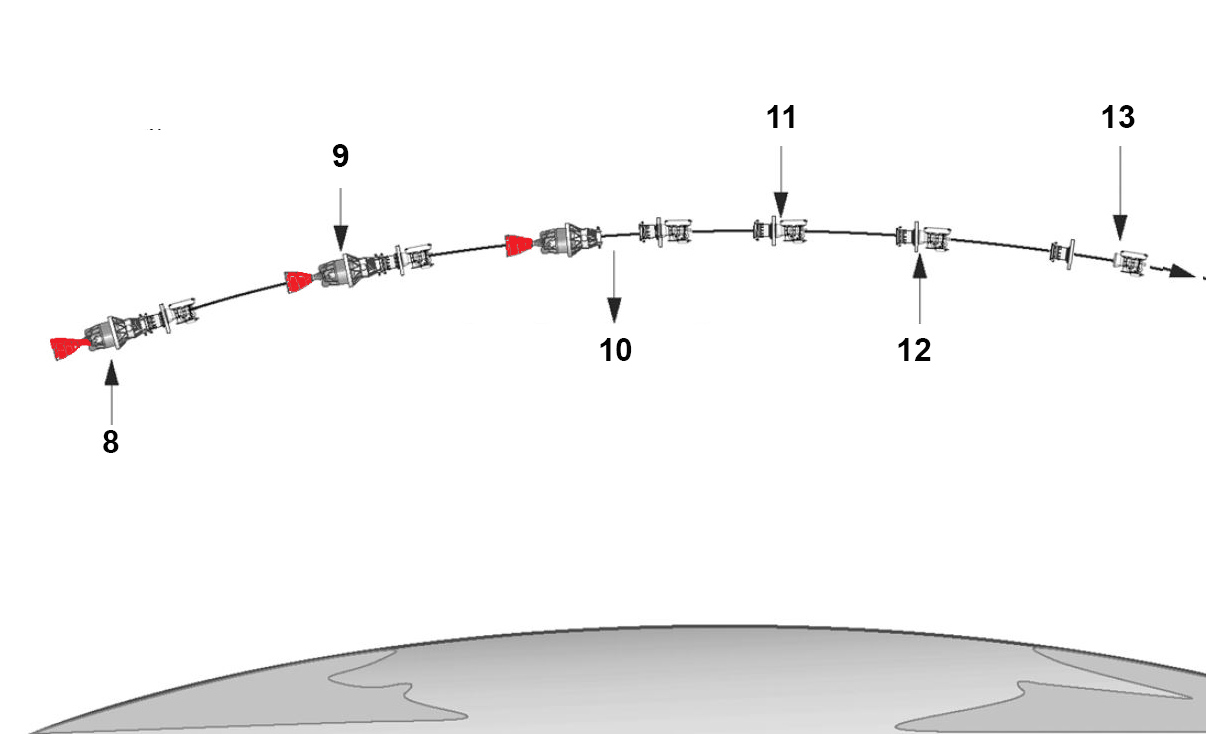

| Référence | Temps écoulé // décollage | Événement | Vitesse | Altitude | Orbite atteinte |
| --------- | ------------------------- | --- | --- | --- | --- |
| 1         | 0                         | Décollage : 3 propulseurs d'appoint ne sont pas mis à feu                                                                    | | | |
|           | 1 min                     | Mise à feu des 3 propulseurs d'appoint                                                                                       | ? | ? | |
| 2         | 1 min 21 s                | Extinction et largage de 6 propulseurs d'appoint                                                                             | ~3 000 km/h | ~ 25 km | |
| 3         | 2 min 40 s                | Extinction et largage de 3 propulseurs d'appoint                                                                             | ~10 500 km/h | ~ 67 km | |
| 4         | 4 min 24 s                | Extinction du premier étage                                                                                                  | ~22 100 km/h | ~ 115 km | |
| 5         | 4 min 37 s                | Allumage du second étage | ~22 100 km/h | ~ 121 km | |
| 6         | 4 min 41 s                | Largage de la coiffe | ~22 320 km/h | ~ 123 km | |
| 7         | 8 min 49 s                | Extinction du second étage                                                                                                   | ~26 600 km/h | ~ 169 km | orbite ~167 km |
| 8         | 46 min 1 s                | Remise à feu du second étage                                                                                                 | ~26 700 km/h | ~ 160 km | |
| 9         | 48 min 52 s               | Extinction du second étage                                                                                                   | ~31 400 km/h | ~ 167 km | orbite 156 × 76 661 km |
| 10        | 49 min 35 s               | Largage du second étage | ~31 300 km/h | ~ 179 km | |
| 11        | 50 min 14 s               | Mise à feu du troisième étage                                                                                                | ~31 270 km/h | ~ 195 km | |
| 12        | 51 min 39 s               | Extinction du troisième étage                                                                                                | ~40 670 km/h | ~ 260 km | Vitesse de libération atteinte                                                                                               |
| 13        | 56 min 43 s               | Largage du troisième étage                                                                                                   | ~38 443 km/h | ~ 1111 km | |
|           | -                         | Le seconde étage est rallumé pour brûler les ergols restants et éventuellement se placer à distance de sécurité du satellite | Le seconde étage est rallumé pour brûler les ergols restants et éventuellement se placer à distance de sécurité du satellite | Le seconde étage est rallumé pour brûler les ergols restants et éventuellement se placer à distance de sécurité du satellite | Le seconde étage est rallumé pour brûler les ergols restants et éventuellement se placer à distance de sécurité du satellite |

## Utilisation

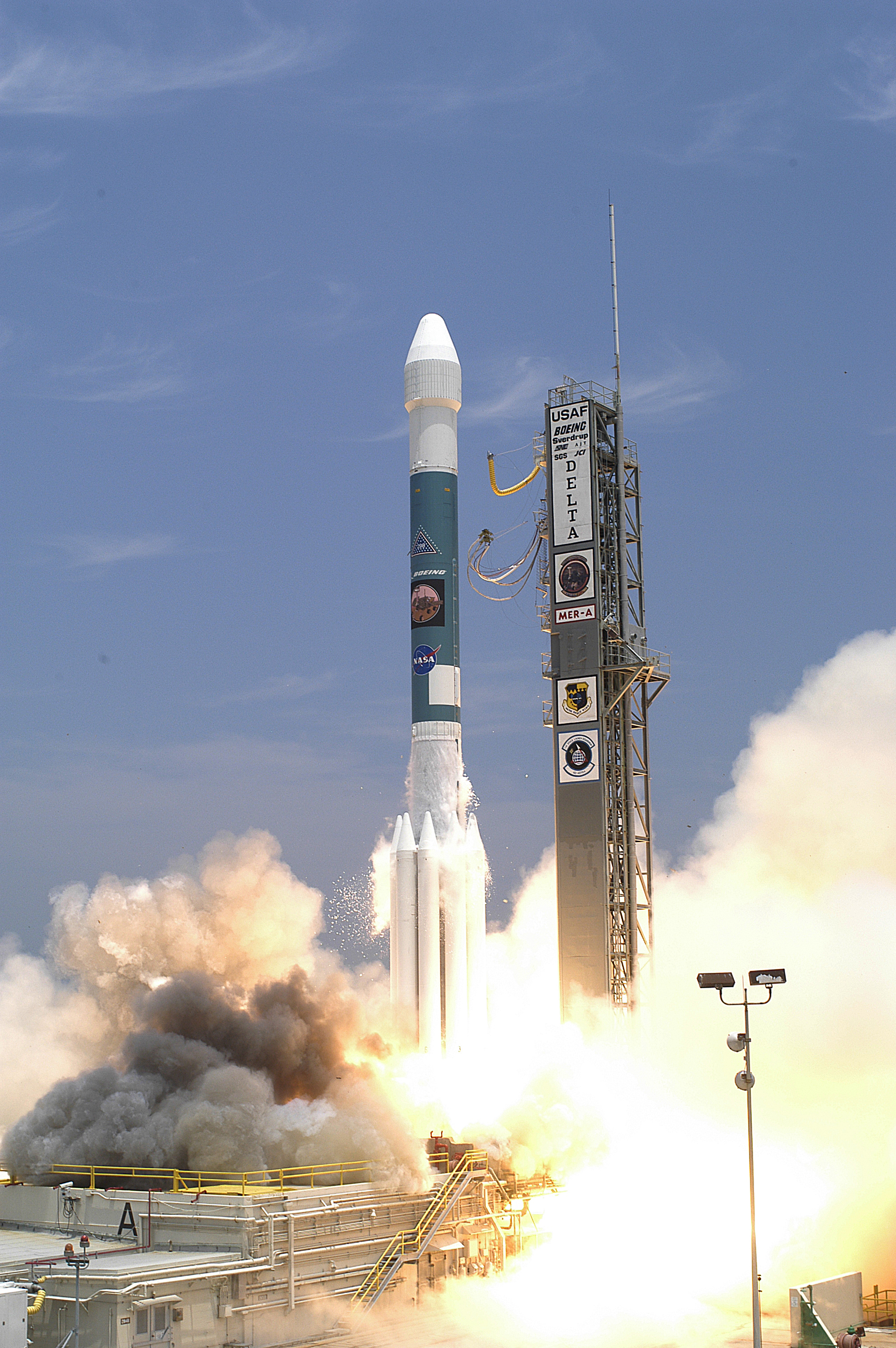
Décollage de la fusée Delta II 7925 emportant le premier rover martien MER (Spirit) (juin 2003)

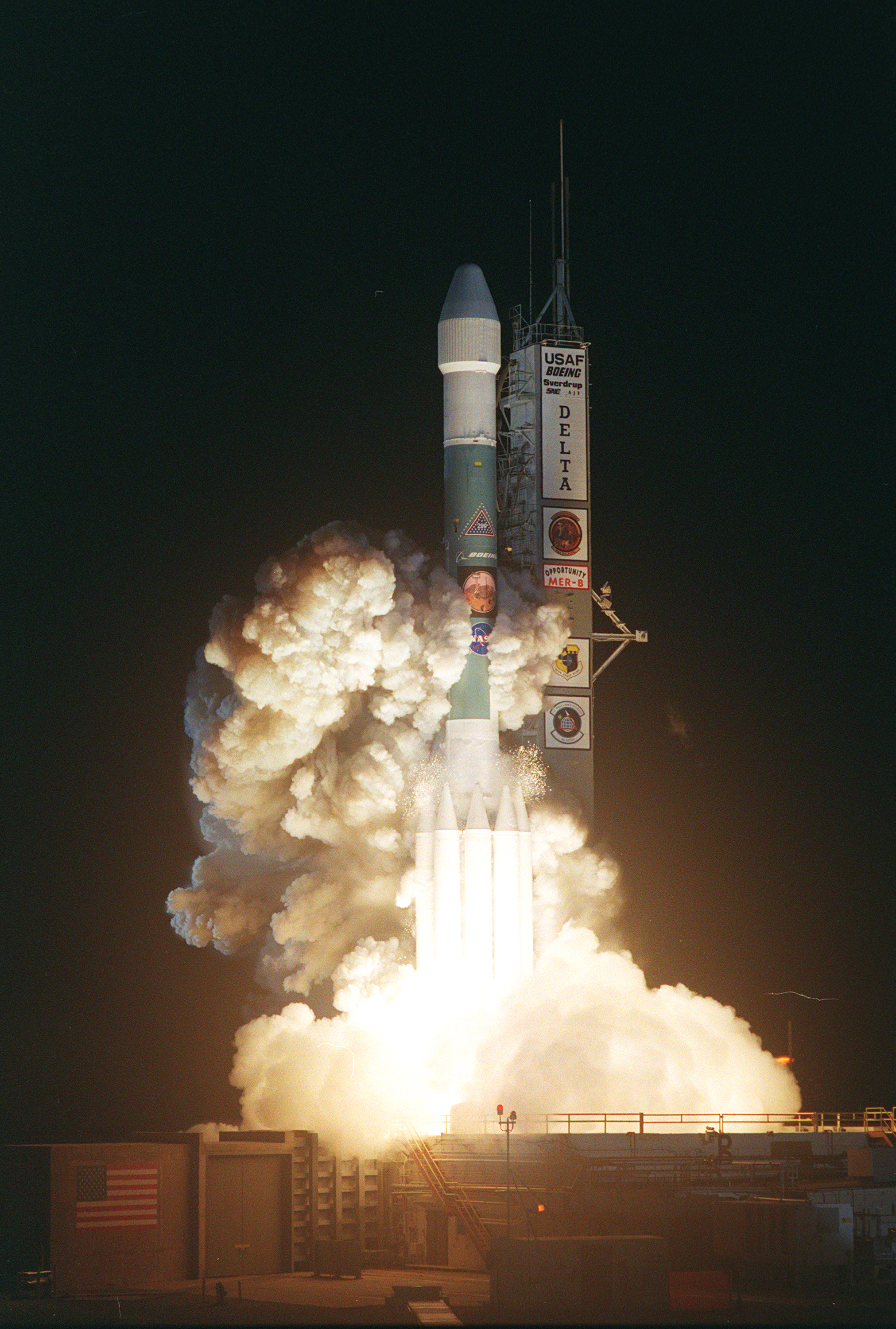
Décollage d'une Delta II Heavy (7925H-9.5) emportant le deuxième rover MER (juillet 2003).

155 exemplaires de la Delta II ont été lancés entre 1989 et 2018 soit sur pratiquement trois décennies. La Delta II s'est révélé un lanceur particulièrement fiable, avec 137 lancements réussis sur 139 pour la série 7000, et 153 sur 155 en incluant la série 6000. Son dernier vol était le 100ème lancement consécutif réussi. Le premier échec (partiel) a eu lieu durant le lancement du satellite Koreasat-1, mais a pu être compensé car le satellite a utilisé son propre moteur pour atteindre l'orbite nominale.
Le deuxième échec, qui a eu lieu en 1997, s'est produit durant le lancement du premier satellite GPS Block IIR : la Delta a explosé 13 secondes après son décollage sans faire de blessés ni endommager de manière sérieuse l'aire de lancement 17 à Cap Canaveral. L'enquête a permis de déterminer que l'incident avait pour origine une fissure dans l'enveloppe du propulseur d'appoint n°2. Celle-ci aurait été provoquée par un choc ayant endommagé les cinq couches externes de composite à la suite d'une mauvaise manipulation postérieure aux tests de qualité effectués après leur fabrication.

### Satellites militaires
La Delta II a été développée d'abord pour le lancement des satellites GPS construits pour l'Armée de l'air des États-Unis (45 lancements). 

### Vols commerciaux
D'une puissance trop faible pour se positionner sur le marché des satellites en orbite géostationnaire, la Delta II a été utilisée entre 1997 et 1998 pour le lancement de la constellation Iridium composée de 55 petits satellites de télécommunications circulant en orbite basse, à raison de cinq satellites par vol. À la même époque, le lanceur est utilisé pour placer en orbite la constellation de satellites concurrente Globalstar (sept vols emportant chacun quatre satellites). Le lanceur place également en orbite quelques satellites scientifiques ou satellites d'application étrangers.

### Missions de la NASA
Le troisième grand utilisateur de la Delta II est l'agence spatiale civile des États-Unis. La NASA a eu recours à ce lanceur à 55 reprises ; en fait à chaque fois que la masse de l'engin spatial et sa destination étaient compatibles avec les capacités du lanceur. 
Entre 1996 et 2011, la NASA a utilisé ce lanceur pour placer en orbite toutes les missions interplanétaires du programme Discovery caractérisée par un coût réduit et donc une masse faible compatible avec les capacités limitées de la Delta II (1 à 1,5 tonne sur une orbite interplanétaire), : 
- NEAR Shoemaker (lancement en 1996) est la première mission à s'être placée en orbite d'astéroïde permettant son étude détaillée ;
- Mars Pathfinder (lancement en 1996) est le premier rover à avoir roulé sur la surface de Mars ;
- Lunar Prospector (1998) placé en orbite autour de la Lune a étudié ses caractéristiques magnétiques, gravitationnelles et chimiques ;
- Stardust (1999) a collecté et ramené sur Terre des échantillons de la queue de la comète 81P/Wild ;
- Genesis (2001) a ramené des échantillons du vent solaire[39] ;
- CONTOUR (lancement en 2002) devait étudier les comètes Encke et Schwassmann-Wachmann-3 mais a été perdue avant d'entamer sa mission[40] ;
- Deep Impact (2005) a envoyé un impacteur à la surface de la comète Tempel 1 dans le but d'analyser sa composition ;
- MESSENGER (2004) est la première mission à s'être placée en orbite autour de la planète Mercure pour en faire une étude détaillée ;
- Dawn (2007) s'est placé en orbite pour la première fois autour des astéroïdes (4) Vesta puis (1) Cérès ;
- Kepler (2008) est un télescope spatial qui a détecté plus de 2 600 exoplanètes et est toujours opérationnel en 2018 ;
- GRAIL (2011) a cartographié avec une grande précision le champ gravitationnel et la structure interne de la Lune.

La majorité des missions à destination de la planète Mars entre 1996 et 2007 ont été lancées par une Delta II : Mars Global Surveyor (1996), Mars Climate Orbiter (1998), Mars Polar Lander (1999), 2001 Mars Odyssey (2001), Mars Exploration Rover (2003) avec deux lancements séparés pour les rovers martiens Spirit et Opportunity et Phoenix (2007).
Les télescopes et observatoires spatiaux suivants de la NASA ont été placés en orbite par la Delta II : ROSAT (1990), Extreme Ultraviolet Explorer (1992), WIRE (1999), FUSE (1999), Spitzer (2003), SWIFT (2004) et GLAST (2008) télescope gamma.
De nombreuses missions d'observation de la Terre, généralement scientifiques, sont également lancées par la fusée Delta II entre 1992 et 2018 : Landsat-7 (1999), Jason-1 (2001), Aura (2004), OSTM (2008), ICESat (2010) SAC-D et JPSS-1 (2011), SMAP (2015), ICESat-2 (2018). On trouve également dans la liste des lancements des missions d'étude du milieu spatial environnant, avec GEOTAIL (1992), WIND (1994), Advanced Composition Explorer (1997), THEMIS (2007), Polar (1996, d'étude du Soleil), STEREO (2006, de physique fondamentale) et Gravity Probe B, ainsi que de mise au point de nouvelles technologies spatiales avec Deep Space 1 (1998) et Earth Observing-1 (2000).